# Kamasutra
Das Kamasutra (Sanskrit: कामसूत्र, IAST: kāmasūtra; wörtlich Liebesfaden; häufig interpretiert als Leitfaden der Liebeskunst; etwas freier übersetzt als Verse des Verlangens), genannt auch Kamasutram, wurde vermutlich zwischen 200 und 300 n. Chr. von Vatsyayana Mallanaga verfasst, über dessen Leben keine weiteren Kenntnisse vorliegen. Der vollständige Titel lautet Vatsyayana  Kamasutra. Das Werk gehört zur indischen Tradition der Lehrwerke über Erotik (Kamashastra). In der westlichen Rezeption beeindruckte das Werk vor allem durch Beschreibungen von Positionen beim Sex, es lehrt jedoch in vielen Differenzierungen den Umgang von Männern mit Frauen und umgekehrt – „wie vor 1800 Jahren“ von der ersten Annäherung bis zum Ende einer Beziehung.

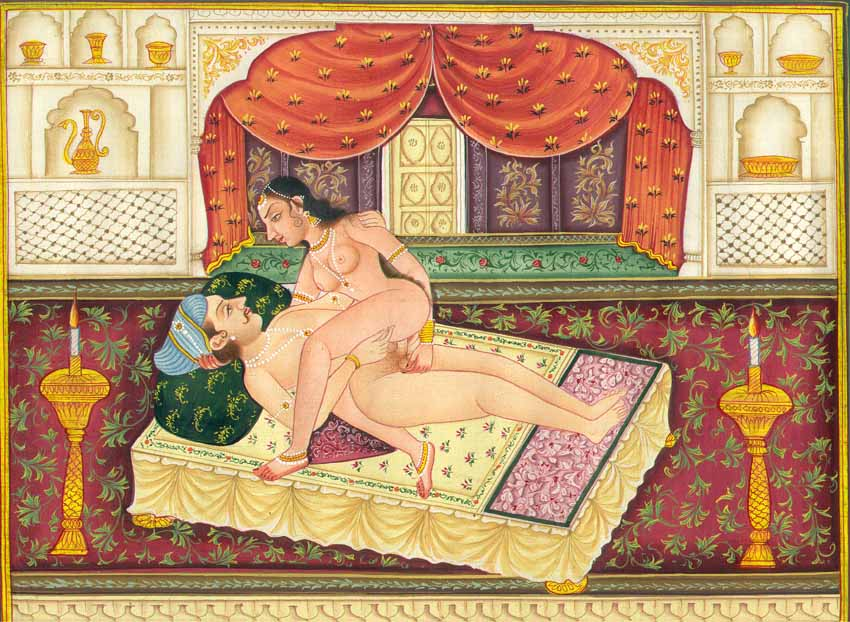
Darstellung einer erotischen Szene in einer Kamasutra-Ausgabe aus dem 19. Jh.

## Etymologie

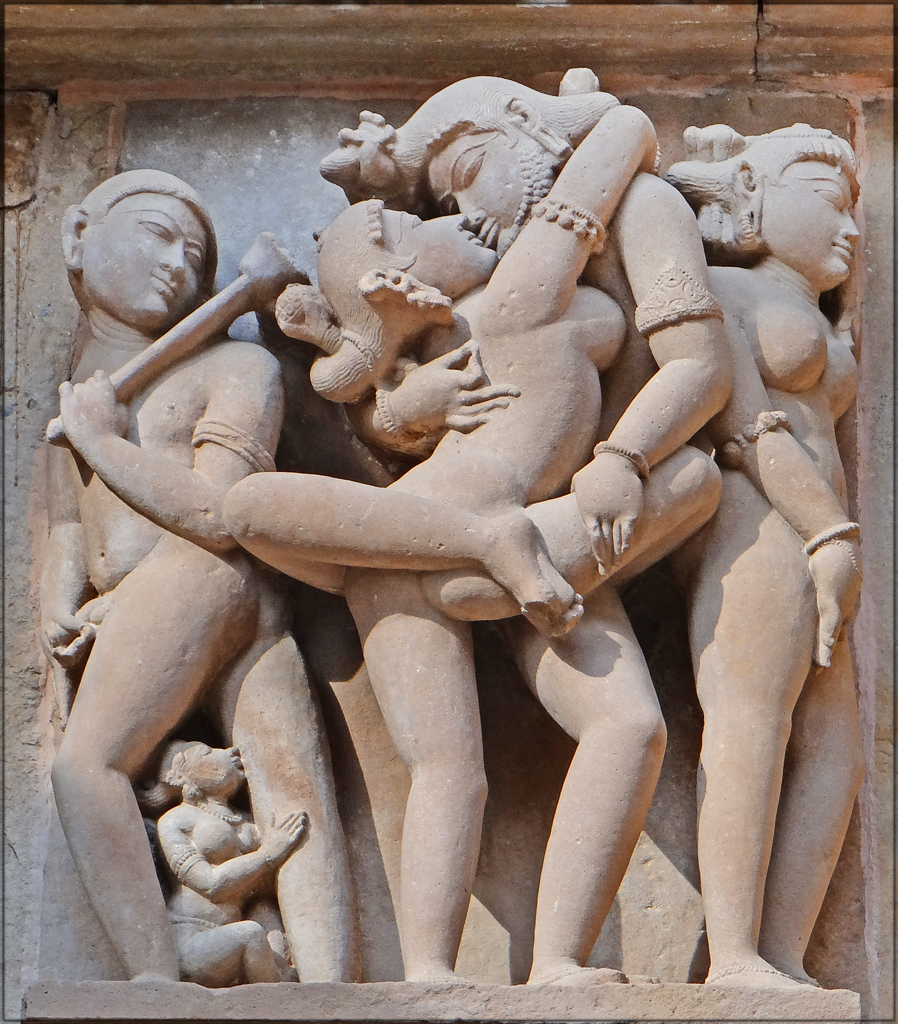
Ob die erotischen Darstellungen des 10. und 11. Jh. in den Tempeln von Khajuraho ihre Inspirationsquellen im Kamasutra haben, ist umstritten.

Das Wort Kamasutra ist aus den Wörtern Kama und Sutra zusammengesetzt:
- Kāma (Sanskrit काम) bezeichnet das sinnliche Verlangen und seine Wunscherfüllung als eine Kraft der Evolution
- Sūtra (Sanskrit सूत्र) ist die Versform indischer Lehrtexte.

Kama zählt im Hinduismus zu den vier Lebenszielen des Menschen (purushartha). Die anderen drei Ziele sind
- Artha: Wohlstand
- Dharma: Rechtschaffenheit
- Moksha: Erlösung.[2]

Vanamali Gunturu nennt als Reihenfolge der Bedeutung: Dharma, Artha, Kama und Moksha. Diese vier Werte bilden die vier Bereiche des Wissens oder der Wissenschaften, die śāstras des traditionellen Indiens. Bereits in der vorchristlichen Zeit wurden Lehrbücher verfasst, ebenfalls śāstras genannt. „In der Gattung der Kāmaśāstras, der Lehrbücher über die Sexualität, gibt es heute kein älteres als das Buch Vātsyāyanas.“

## Autor und Zeitphase
Über Herkunft und Leben Vatsyayanas ist wenig bekannt. „Wahrscheinlich ist Vātsyāyana der Sippenname gotra und er hieß Mallanāga mit Vornamen. Inder haben ihn Muni, den 'Schweigsamen' genannt. Im Altertum gaben Inder bedeutenden Personen, für die sie Respekt empfanden und die sie verehrten, diesen Beinamen.“ Nach indischer Auffassung sprechen Menschen, die ernsthaft suchen, nicht viel oder schweigen gar um der Wahrheit willen. Vatsyayana lebte „wahrscheinlich zwischen dem 2. Jahrhundert v. Chr. und dem 5. Jahrhundert n. Chr. Er schrieb sein Werk zu einer Zeit, in der in Indien eine städtische Kultur entstanden war.“
Über sich selbst sagte er, „er habe das Kamasutra in strenger Enthaltsamkeit und höchster (meditativer) Konzentration geschrieben.“ Und er habe es „für den Fortbestand der Welt geschrieben und nicht für die blinde Leidenschaft. (VII. 2. 57).“
Yashodhara, der im 13. Jahrhundert einen Kommentar zum Kamasutra verfasste, gab an, Vatsyayana habe das Werk in der damaligen Stadt Pataliputra, dem heutigen Patna im Bundesstaat Bihar im Nordosten Indiens am Südufer des Ganges geschrieben.

### Kultureller Hintergrund
Während europäische Autoren die Zeit der Abfassung des Kamasutra mit dem 3. Jahrhundert n. Chr. annehmen, datiert Gunturu vorsichtiger und legt die Entstehung in Gleichzeitigkeit mit der Blütezeit des Hellenismus bis hin zur Römischen Kaiserzeit. Im gesamten zeitlichen Rahmen existierten damit Fernhandelsbeziehungen mit dem mittelmeerisch-vorderasiatischen und dem indischen Raum über die Seeroute zum Roten Meer.
Gunturu charakterisiert die indische Gesellschaft:

„Der Staat wurde von einem König mit seinem bürokratischen Apparat geprägt. […] Die Gesellschaft war zu seiner Zeit durch Arbeitssteilung und Berufsauffassung so organisiert, dass die Menschen Freizeit hatten, die sie für die schönen Künste, für Musik, Theater, Malerei, Reisen, Ausflüge und Spaziergänge nutzten. […] Die wichtigen Religionen, der Hinduismus und der Buddhismus, hatten ihre Blütezeit bereits hinter sich; sie waren im Verfall begriffen: Die Menschen hatten der Religion gegenüber, wie es auch heute im Westen und in Indien üblich ist, eine weitgehend entspannte, pragmatische und aufgeklärte Haltung eingenommen. […] Zwar war damals Monogamie ein allseitig akzeptierter Wert, ja die Basis der Gesellschaft – […] aber Untreue scheint als Möglichkeit bei Männern und Frauen allgegenwärtig vorhanden gewesen zu sein.“

### Intentionen der Lehre
Für Vatsyayana fügen sich die Menschen nicht passiv ihrem Schicksal, dem Karma, sondern beeinflussen ihre Lebensumstände. Neben rationalen Methoden zählt auch die Magie zur Erfolgshilfe. Die heutige naturwissenschaftlich dominierte Einstellung, so Gunturu, spezialisiere und reduziere Sexualität auf abgesonderte Bereiche – „Vātsyāyana dagegen betrachtet die ganze Welt von der Warte der Sexualität aus. […] Umgekehrt beeinflusst jeder Lebensbereich die Sexualität. […] Daher ist es die erste Aufgabe des Kāmasūtra, die Komponenten zu benennen und zu erläutern, die die erotische Anziehungskraft eines Mannes und einer Frau ausmachen.“ Einen hohen Wert für Männer misst Vatsyayana „der Erzählkunst und der Sprache“ bei. Für beide die Deutung von Zeichen – wie Sie Signale gibt, einen Mann anblickt, wo oder wie sie steht, die Fähigkeit zur genauen Einschätzung ihrer Erfolgschancen – und „nicht nur darum, wie eine Frau den Mann in ihren Bann zieht, sondern auch darum, mit welchem psychologischen oder diplomatischen Geschick sie ihn wieder loswerden kann.“
„Vātsyāyana vertritt nicht die Ansicht, dass diese Komponenten, die die Persönlichkeit eines erotischen Menschen ausmachen, angeboren sind. Sie werden erworben, […] sind eine Sache des Wissens und des Könnens.“ Von Schönheit spricht er dabei selten, sie ist zu sehr eine Laune der Natur. Alle Künste und auch Körperstellungen sind der „Weg, wie der Partnerin oder dem Partner eine Freude zu machen ist. […] Wie Konflikte und Verletzungen mit Takt zu lösen oder zu vermeiden sind.“ Prostituierte sind in allem einbezogen – auch in den „Jahrhunderten danach war Prostitution kein Tabu in Indien.“
Vatsyayana „misst dem Kastensystem keine allzu große Bedeutung bei [… er] denkt nicht daran, das Sexualverhalten von Angehörigen verschiedener Kasten zu erwähnen.“ Philosophisch könnte Vatsyayana durch seinen Gegenwartsbezug dem Materialismus (Lokayata) nahe stehen, doch findet sich bei ihm keine Aussage zur Existenz Gottes, der Unsterblichkeit der Seele oder zur Wiedergeburt. „Er nimmt schlichtweg keine Stellung zu diesen metaphysischen Fragen.“ Ethisches Ansinnen ist ihm hingegen nicht fremd, so „bezeichnet er die sogenannte Liebesheirat, Gāndharvavivāha als die beste.“ Gängige Moral – auch seiner eigenen Zeit – ordnet er jedoch unter, etwa wenn er „der Kunst, verheiratete Frauen zu verführen, einen der sieben Hauptteile seines Werkes (widmet).“

## Geschichte

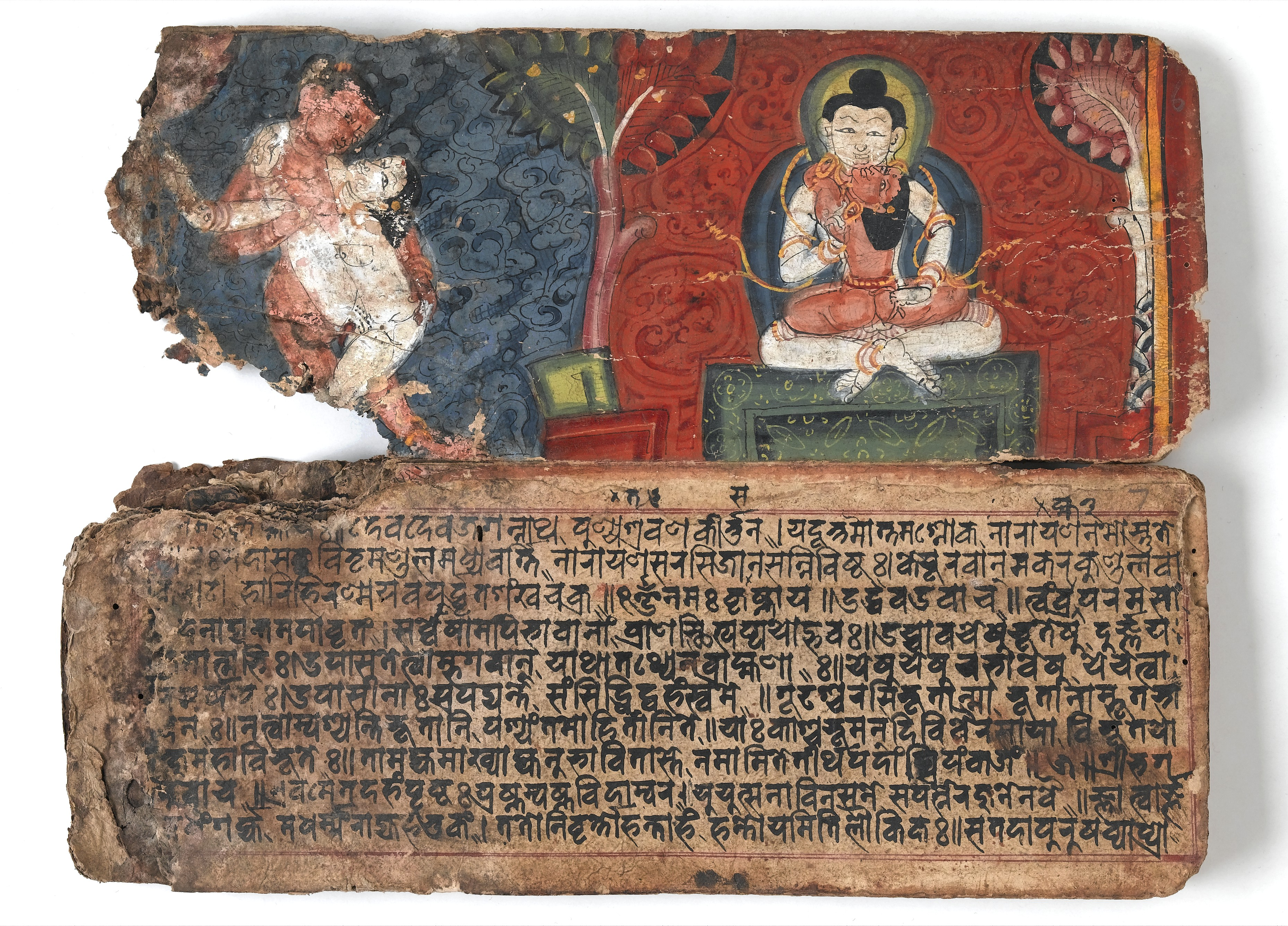
Seite einer in Nepal erhaltenen Schrift

„Vātsyāyana stand bereits in einer langen Tradition der Sexualwissenschaften – um das 3. Jahrhundert n. Chr. […] (lag) ihre Blütezeit, mit der zugehörigen ‚Spezialisierung‘, […] bereits zurück.“

### Tradition
„Der Schöpfergott Brahma (war) der Verkünder aller Wissenschaften. Diese Grundannahme der indischen Tradition meint, dass alle Wissenschaften, auch der Sexualität, auf die Veden, also die ersten heiligen Schriften der Hindus, die der Überlieferung nach nicht von Menschen verfasst worden sind, zurückzuführen sind. Wie indische Forscher nachgewiesen haben, gibt es tatsächlich Stellen in den Veden, die den Geschlechtsverkehr beschreiben. Das bedeutet, dass die Ursprünge dieses Wissens bereits in den vorbewussten Zeiten liegen und sich dem Menschengedächtnis entziehen.“

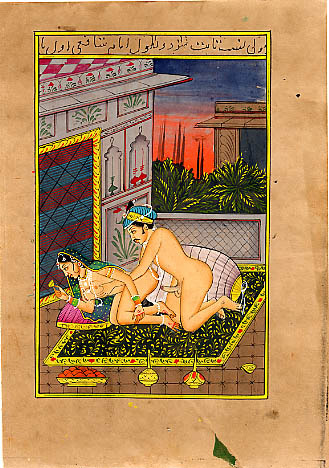
Illustration aus einer arabischen Kamasutra-Ausgabe aus dem 19. Jh.

Nandi, „wahrscheinlich eine mythische Figur“, verfasste über die Sexualität ein Werk mit 1000 Kapiteln, Śvetaketu fasste dieses in 500 Kapitel zusammen, das er Kamasastra nannte, Bhabhravya machte daraus ein Werk von 150 Kapiteln in sieben Teilen. Dieses letzte Werk bewirkte eine Phase der Spezialisierung anhand der sieben Teile, deren Bücher alle verloren gingen. Sie müssen jedoch noch bis ins 10. Jahrhundert bekannt gewesen sein.
Vatsyayana: „Cārāyana schrieb ein selbstständiges Werk über das Allgemeine, Survanābha über den Geschlechtsverkehr, Ghotakamukha über die Jungfrauen, Gonardīya über die Ehefrauen, Gonikāputra über die Frauen anderer Männer und Kucumāra über die Geheimmittel.“ Eingeleitet worden war diese Spezialisierung „vom Lehrmeister Dattaka, den die Prostituierten der Stadt Pātalīputra beauftragt hatten, aus dem sechsten Teil des Kāmasūtra über die Kurtisanen ein selbstständiges und ausführliches Werk zu verfassen.“ Er „zitiert in seinem Werk zuerst ihre Meinungen zu verschiedenen Fragen, bevor er seine eigenen Ansichten formuliert. […] Nachdem Bhābhravyas 150 Kapitel langes Werk zu verschiedenen eigenständigen Büchern verarbeitet worden war […], lief die originale Quelle Gefahr, verloren zu gehen. Um dies abzuwenden, fasste Vātsyāyana alle sieben nachträglich entstandenen Werke in einer kleineren Schrift zusammen und nannte sie Kāmasūtra.“
Die sieben selbstständigen Bücher waren:
- I. Buch – Charayana: Die Erotik und das gesellschaftliche Leben (Über das Allgemeine)
- II. Buch – Suvarnanabha: Die Liebestechniken (Über den Geschlechtsverkehr)
- III. Buch – Ghotakamukha: Die Jungfrauen (Über die Jungfrauen)
- IV. Buch – Gonardiya: Ehefrauen und Rivalinnen (Über die Ehefrauen)
- V. Buch – Gonikaputra: Die Frauen anderer Männer (Über die Frauen anderer Männer)
- VI. Buch – Dattaka: Die Kurtisanen (Über die Kurtisanen)
- VII. Buch – Kuchumara: Ungewöhnliche und geheime Mittel zur Steigerung der Liebeskraft und der Sexualität (Über die geheimen Mittel)[Anm 3]

Diese Autoren, die Vatsyayana als Lehrer oder Gelehrte bezeichnet, stellen für ihn auch die Traditionalisten dar: Es sind diejenigen, die eine andere, auch entgegengesetzte Meinung vertreten, es sind – im logischen und chronologischen Sinne – die Opponenten (purvapakshin).
„Vātsyāyana führte jedoch das Sexualwissen weiter und erweiterte die Grundlagen der Sexualität.“
Aus dem 13. Jahrhundert stammt der Kommentar (Jayamangala) des Yashodhara, der von seinem Guru den Namen Indrapada erhalten hatte. Dieser Kommentar übertrifft an Textlänge die des Kamasutra um ein Vielfaches. Einen Kommentar in Hindi, der 1964 veröffentlicht wurde, verfasste Davadatte Shastri (1912–1982), der als moderner Traditionalist eine Verknüpfung von spiritueller Philosophie und Sozialwissenschaft herstellte.

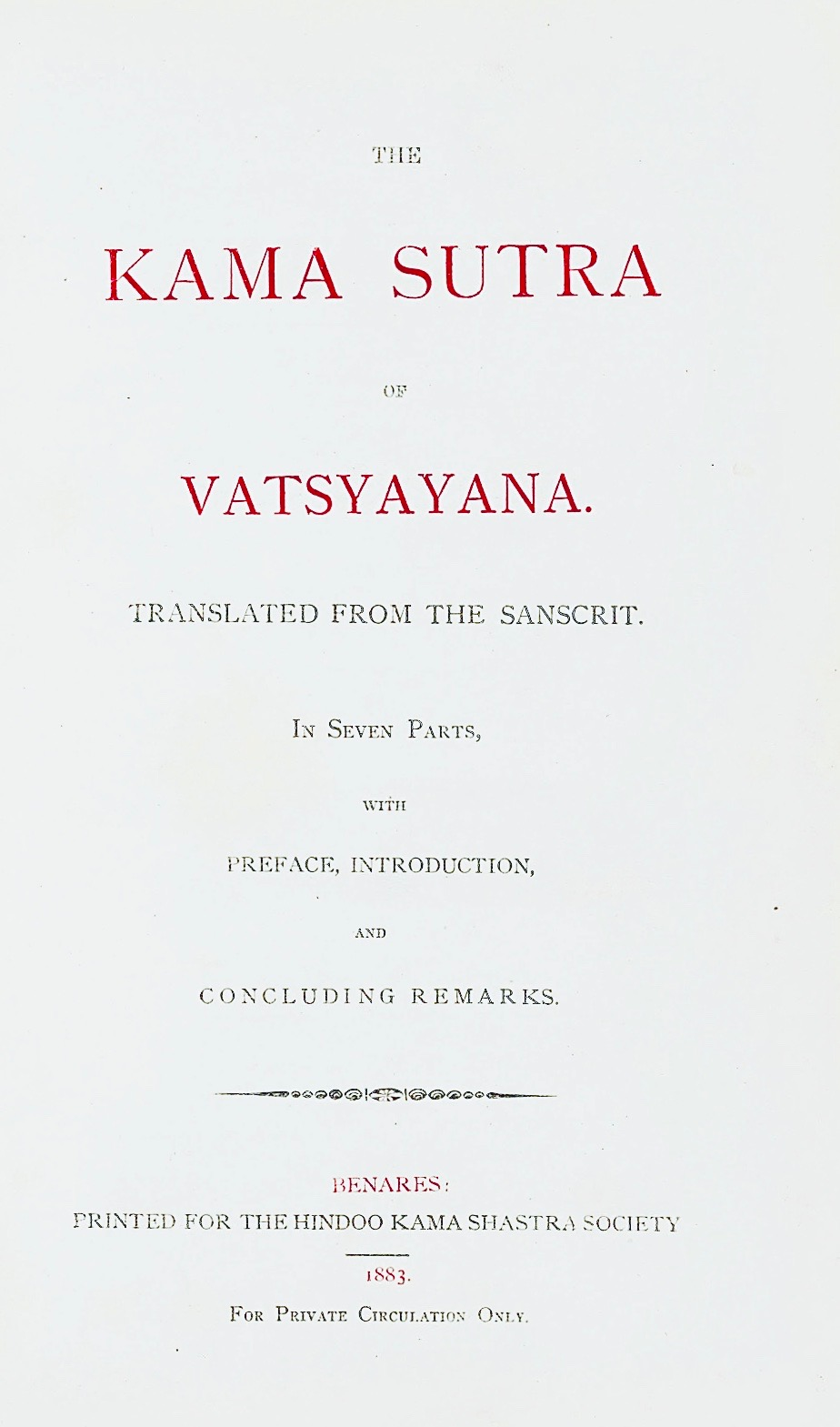
Titel der Ausgabe 1883 ohne Nennung der Herausgeber

### Europäische Veröffentlichungen
In Europa erschien das Kamasutra erstmals im Jahr 1883 in einer Bearbeitung der Orientalisten Sir Richard Francis Burton und Forster Fitzgerald Arbuthnot. Die Übersetzung aus dem Sanskrit ins Englische hatten allerdings die beiden indischen Gelehrten Bhagavanlal Indrajit und Shivaram Parashuram Bhide besorgt, die ungenannt blieben. Burton übernahm hauptsächlich die Lektoratsarbeiten; Arbuthnot verfasste die Einleitung und das Vorwort. Das Verdienst der beiden Herausgeber bestand in dem Mut, die englische Zensur trickreich zu umgehen und das Werk in Europa zum ersten Mal zu veröffentlichen.
In Deutschland veröffentlichte Richard Schmidt im Jahr 1897 eine eigenständige und vollständige deutsche Übersetzung, die auch die Kommentare von Yashodhara umfasste. Die Ausgabe hatte mehrere Neuauflagen und gilt als beste europäische Übersetzung des Kamasutra. Klaus Mylius übersetzte das Kamasutra nochmals aus dem Sanskrit ins Deutsche, wobei er an Stelle der Kommentare von Yashodhara eigene Anmerkungen machte. Diese Ausgabe kam im Jahr 1987 in der DDR auf den Markt.
Im Jahr 2002 erschien in England eine kommentierte Neuübersetzung aus dem Sanskrit. Verantwortlich für diese Ausgabe zeichnen die Amerikanerin Wendy Doniger (Religionshistorikerin, Sanskritologin) und der Inder Sudhir Kakar (Psychoanalytiker, Muttersprachler in Hindi). Der englischen Ausgabe folgte die Übersetzung ins Deutsche, die Robin Cackett besorgte und die der Berliner Wagenbach-Verlag im Jahr 2004 veröffentlicht hat.

### Kritik der europäischen Übersetzungen
In ihrer Zeit waren die ersten Übertragungen des Kamasutra gewagte Literatur, die in ihrer Rezeption jedoch – und schließlich als Weltliteratur – nicht nur erotische Werke (auch in der darstellenden Kunst) aus dem Vergessenen holten; generell wurde die indische Kultur auch im Lande selbst wieder bekannt. So gibt es in jüngerer Zeit auch indische Autoren, die das Original und die Übersetzungen des 19. und 20. Jahrhunderts einer Revision unterzogen. So wurden eine Vielzahl von Interpretationsfehlern im Sanskrit und auch kulturell-moralisch bedingte Missverständnisse thematisiert:

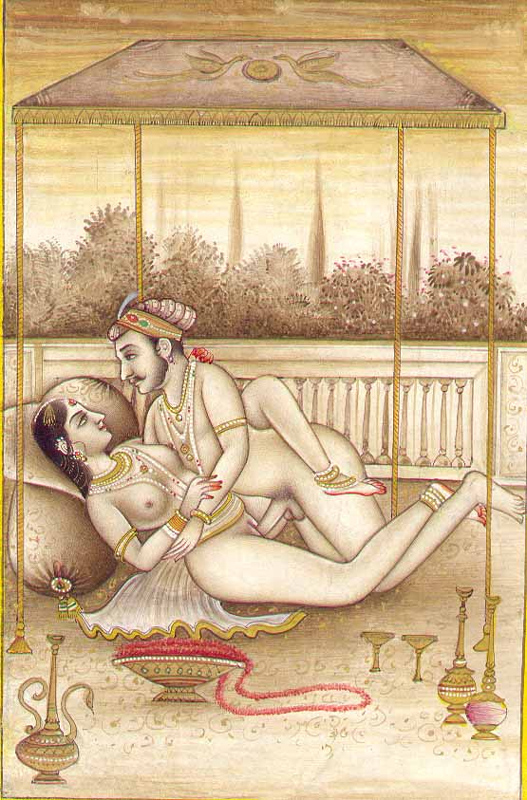
Geschlechtsverkehr-Darstellung des 19. Jh.

Schon Grundbegriffe gerieten in Kritik und mussten korrigiert werden:

„In diesem Licht ist es bemerkenswert, ja seltsam, wie einige Forscher das Wort ‚Dharma‘ im Kāmasūtra übersetzen. Wendy Doninger zum Beispiel übersetzt es mit ‚Religion‘ und Richard Schmidt mit ‚religiöse Verdienste‘. Der Ursprung dieser Auslegung bleibt im Dunkeln. Sollte ‚Dharma‘ ‚Religion‘ bedeuten, würde es keinen Sinn machen, ein weiteres Lebensziel, die Erlösung, Moksa zu postulieren, das ja im religiösen Bereich erlangt werden soll. […] Auch Alain Daniélous Übersetzung als ‚Tugend‘ ist unbefriedigend. Sanskrit-Wörter haben mehrere Bedeutungen, so auch Dharma“

Der indische Gelehrte Kane nennt als Bedeutungen für Dharma: „Privilegien und Pflichten, die einem Menschen auf Grund seines Alters und Standes zufallen“ oder „der normative Maßstab seines Verhaltens als Mitglied einer zivilisierten Gesellschaft“.
Doninger und Karkars legten dem Wort capāti – so Gunturu – die Bedeutung „indisches Brot“ und „ungefähr geformt wie das Pita-Brot“ bei: „Das Wort bedeutet einfach ‚Vagina‘.“
An Doninger wird auch kritisiert, dass sie das Kamasutra als „Drama“ gesehen habe – „eher als Fiktion denn als ernst zu nehmende Lehre“. Dabei übersieht sie, dass Dramen in der Zeit Vatsyayanas mit einem Prolog-Vers beginnen, das Kamasutra jedoch nicht.
Andererseits wurde Vatsyayana aufgrund der Beschreibung bestimmter Verhaltensweisen vorgeworfen, eine „Vergewaltigungsmentalität“ zu fördern, wobei übersehen wurde, dass der Autor schrieb, dass „Gewaltanwendung schmerzlich, unzivilisiert und prinzipiell nicht gutzuheißen sei (Sutra 25).“ Wenn sie dennoch einbezogen würde, so Vatsyayana: „Mit der Gewaltanwendung muss die Frau einverstanden sein. Geschieht sie gegen ihren Willen, soll sie es dem Mann doppelt heimzahlen.“

### Kritik gegenwärtiger Auffassungen
„Zur Zeit sind im Westen zwei falsche Meinungen über das Kāmasūtra im Umlauf. Zum einen […] dass es im Kāmasūtra ausschließlich um akrobatische Körperstellungen beim Geschlechtsverkehr geht. Zum anderen […] dass es sich hierbei um tantrische Praktiken oder die Erweckung irgendeiner bestimmten Energie handelt. Denn aus unverständlichen Gründen hat sich, wider besseres Wissen, die Meinung etabliert, dass Tantra mit Sex zu tun hat – also zwei Vorurteile, die sich gegenseitig speisen.“

## Inhalt
Die sieben Bücher des Kamasutra entsprechen den sieben Hauptbereichen der Sexualität der traditionell indischen, auf Babhravya zurückgehenden Lehre, dessen ursprünglich umfangreiches und „nicht einfach zu studierendes“ Werk von Vatsyayana „in einem kleinen Buch“ neu zusammengefasst wurde. In der Auslegung von Gunturu „(lässt sich) das gesamte heutige oder künftige Wissen von Sexualität und Erotik mit allen seinen Fragen […] dem einen oder anderen dieser sieben Hauptbereiche zuordnen.“

### Erstes Buch: Allgemeiner Teil (Sadharana)
Der allgemeine Teil im ersten Buch – Das allgemeine Umfeld von Erotik und Sexualität – besteht aus fünf Kapiteln:
- Was ist das Kamasutra? (Übersicht über das Buch)
- Die Erotik und der Sinn des Lebens (Die Erreichung der drei Lebensziele)
- Die Erotik und die 64 Künste (Die Darlegung des Wissens)
- Den Genuss leben und ausleben (Das Leben der Elegants)
- Sex als Mittel zum Zweck (Erörterung über die Freunde)[17][18]

Im ersten Kapitel beschreibt Vatsyayana die Entwicklungsgeschichte und den Aufbau des Kamasutras (siehe den obigen Abschnitt ‚Tradition‘).

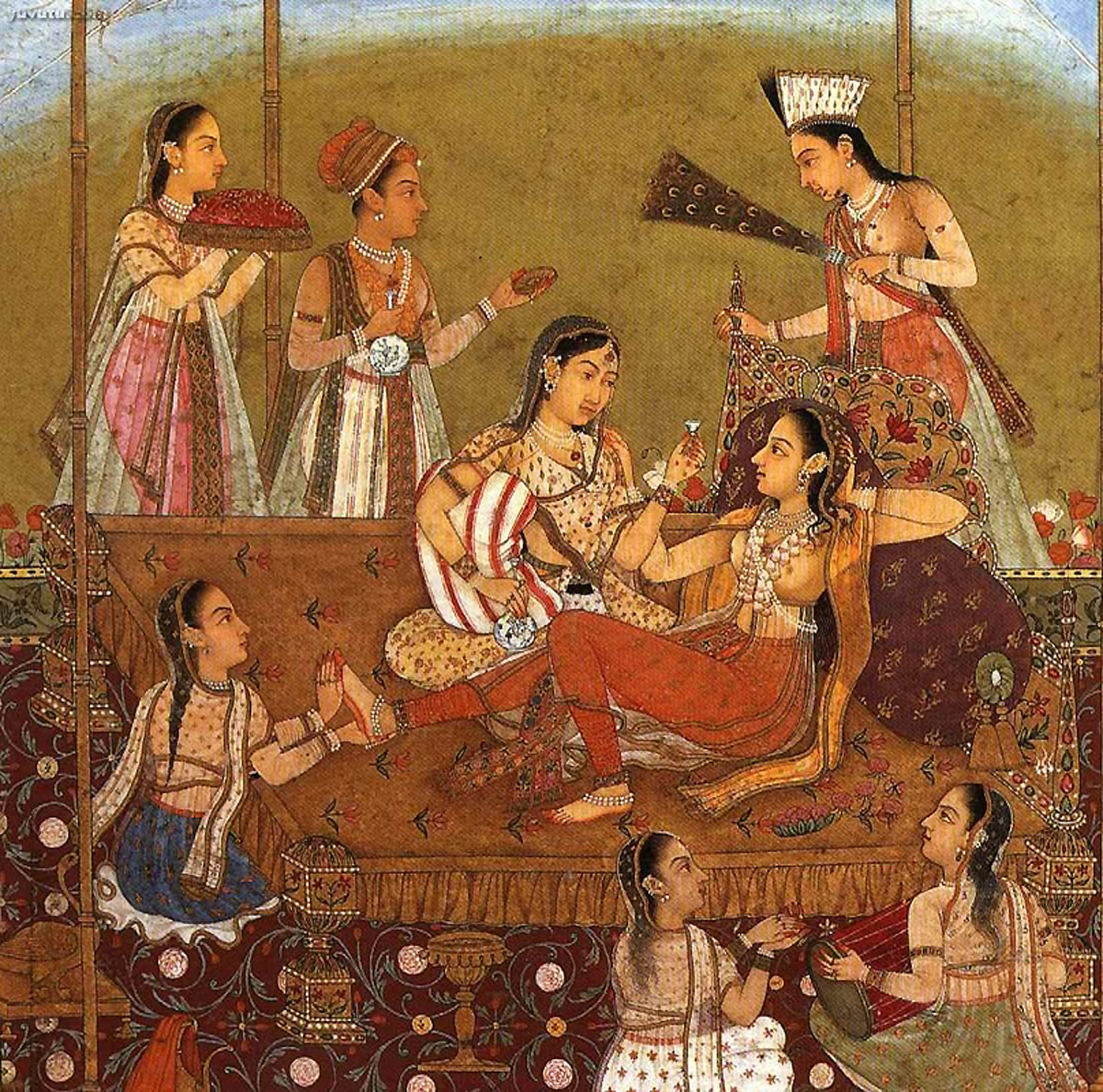
Gesellschaft im Haus eines Lebemannes während der Begrüßung eines weiblichen Gastes

- Im zweiten Kapitel geht er kurz auf die ursprünglich vier Lebensziele ein, deren viertes – „Erlösung“ – er in seinem Werk ausschließt, „da sie unfassbare Dinge wie Gottesexistenz, Jenseits und Wiedergeburt voraussetzen.“ So teilt er im Kamasutra die Lebensziele in drei Phasen ein: „Kindheit“ (bis zum Alter von 16 Jahren) zu Wissenserwerb, Beruf, um „die Mittel zum Reichtum [zu] erlangen.“ Die folgende Lebensphase – Jugend – „dauert bis zum 70. Lebensjahr. […] In dieser Lebensphase soll er [der Mensch] sich dem Kama, dem sexuellen Genuss widmen.“[Anm 4] Danach beginnt das hohe Alter, darin „soll sich der Mensch mit der Moral und der Erlösung auseinandersetzen.“
- Im dritten Kapitel stellt Vatsyayana für die gegenseitige Anziehung der Geschlechter das „interessant“-sein über körperliche „Attraktivität“. So „(sollten) auch Mädchen […] bis zu ihrer Eheschließung die Wissenschaften erlernen.“ Von einem Unterschied in den Fähigkeiten von Mann und Frau geht Vatsyayana – im Gegensatz zu „einigen Lehrmeistern“ – nicht aus. Eine Zusammenfassung aller Künste und Wissenschaften sind die – dem Lebensziel entsprechend – „64 Künste und Techniken der Liebeswissenschaft […] insofern ist Kunst bloß ein Mittel und der Zweck ist, von der Warte des Kamasutras aus gesehen, die Erotik.“ Hohe Bedeutung besitzen dabei die Fähigkeiten um Sprache.
- Im vierten Kapitel zeichnet Vatsyayana ein Idealbild kultivierter Männer und Frauen, ihrer Lebensumstände und Handlungen. Er negiert nicht die sozialen Unterschiede seiner Zeit – doch das grundsätzliche Verhalten, orientiert eben an den 64 Künsten –  durchziehe alle Schichten der Bevölkerung: „Auch in den Dörfern gab es […] Männer und Frauen, die von der gleichen Gesinnung waren.“
- Im fünften Kapitel steht die Regelung eines freizügigen Sexuallebens im Mittelpunkt, „die das Dharma vorgab.“ So zwang die notwendige gesellschaftliche Billigung zu Ehebindungen innerhalb der eigenen Kaste, die – nach der Beispielsgabe Vatsyayanas – mit einer Vielfalt von Gründen und Absichten umgangen wurde. Generell erscheinen „die Überlegungen der Männer“ als Rechtfertigung sexueller Begierden durch die Rationalisierungen ihrer Zeit, um ihnen vorgeblich Vorteile oder ihren Feinden Nachteile zu bringen. „Und das Dharma hatte viele Schlupflöcher.“ Offensichtlich war es auch gang und gäbe „Freunde“ genannte Helfer einzuschalten, um „auf geschickte Lösungen“ in der Beziehungsbildung zu kommen.[19]

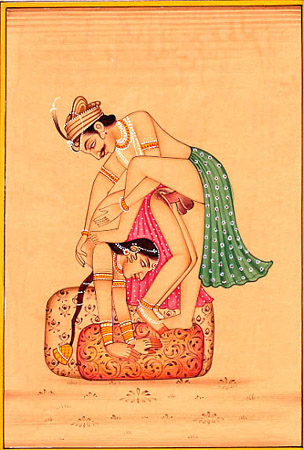
Bildnis einer akrobatischen Stellung

### Zweites Buch: Über den Liebesgenuss (Samprayogika)
Das zweite Buch über den Liebesgenuss – Die Liebestechniken – umfasst zehn Kapitel: „Wie abwechslungsreich ein Liebesspiel sein kann, hängt vor allem mit der Phantasie, der Libido, der persönlichen Einstellung und Lebenssituation ab.“
Nach dem Erscheinen der englischen Übersetzung richtete sich das besondere Interesse auf das 6. Kapitel des zweiten Buches über Stellungen beim Geschlechtsverkehr. Dieses wird bis heute oft mit dem Kamasutra gleichgesetzt. Doch befasste sich auch die Phantasie der Künstler der vergangenen Jahrhunderte zumeist mit den Stellungsspielen.
- Die Größen und Tiefen des Körpers (Darstellung des Liebesgenusses, Die Arten der Liebe)
- Die Umarmung und die Umklammerung (Die Untersuchung über die Umarmungen)
- Das Küssen (Die Mannigfaltigkeit der Küsse)
- Das Kratzen (Die Arten der Nägelwunden)
- Das Beißen (Die Regeln für das Beißen mit den Zähnen)
- Das Kopulieren (Stellungen beim Verkehr ‚De miris coiticus‘)
- Das Schlagen und Stöhnen beim Sex (Die Anwendung von Schlägen)
- Der Rollentausch (De coitu inverso)
- Der Oralverkehr (De auparistako)
- Der rechte Umgang miteinander (Anfang und Ende des Liebesgenusses)[23]

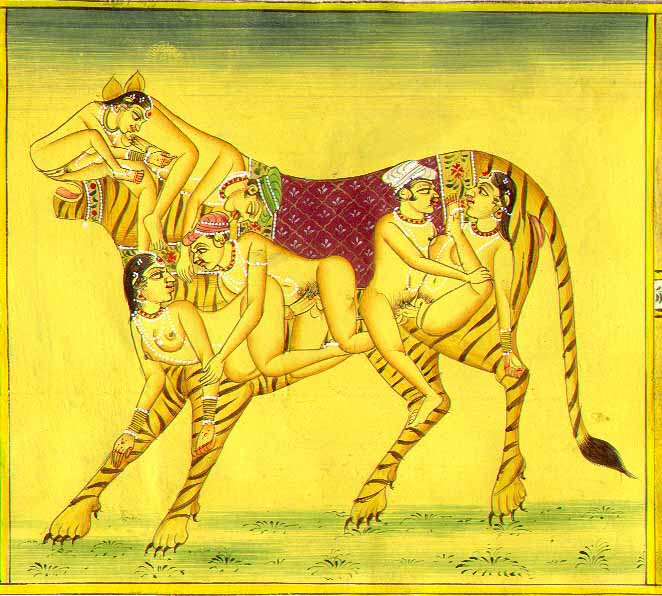
Darstellung verschiedener ‚Körpertypen‘ im Tiervergleich

Im ersten Kapitel klassifiziert Vatsyayana die „Sexorgane“ in Bezug auf die Größe des Penis und die Tiefe der Vagina mit drei Männer- und drei Frauentypen – Hase, Stier und Hengst sowie Gazelle, Stute und Elefantenkuh: „Der genussvollste Liebesakt ist der, bei dem der Mann und die Frau den Orgasmus gleichzeitig erreichen und der Penis die Scheide ganz füllt.“ Entsprechen sie sich nicht, beschreibt Vatsyayana die Komplikationen aus der Empfindungsweise der Frau. Die Klassifizierung der Liebenden beruhe zudem auf der Stärke der Leidenschaft. Er verwirft ältere Lehrmeinungen über den Orgasmus der Frau und betont, das trotz den körperbedingten Unterschieden im Sexualverhalten es „keinen Unterschied zwischen dem Wesen eines Mannes und einer Frau (gibt)“ und da sie „derselben Gattung angehören, erlangen sie den gleichen Liebesgenuss. Aber der Mann könnte als der Agierende der Frau ihren Orgasmus durch ein Fehlverhalten verderben. Das lässt sich jedoch leicht vermeiden, wenn er darauf bedacht ist, dass die Frau zuerst den Orgasmus erreicht.“

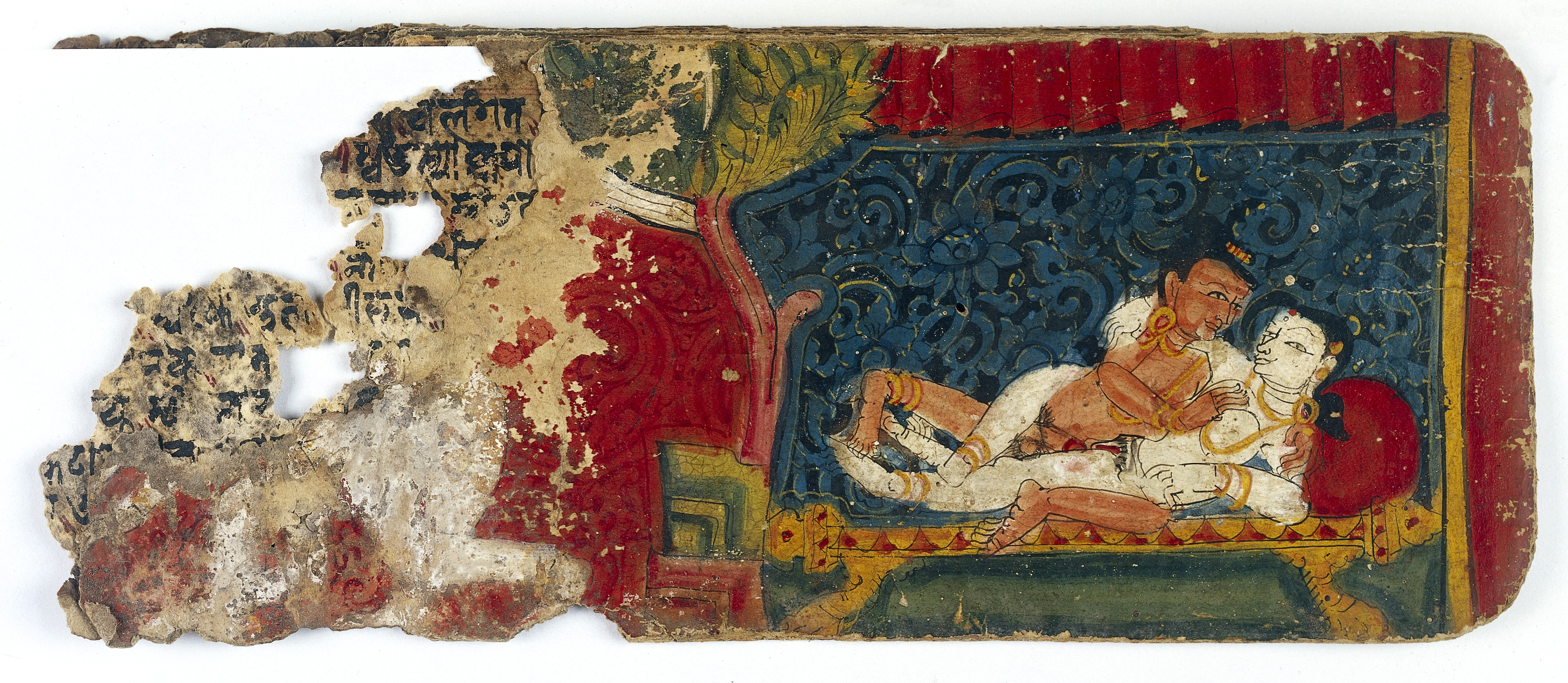
Umklammerung – Nepalesische Sammlung 1948

- Im zweiten Kapitel stehen vier Arten von Umarmungen für die Möglichkeiten, eine sexuelle Beziehung einzuleiten, wobei beide Geschlechter aktiv sein können, auch wenn eine Berührung unter einem Vorwand erfolgt. Vier weitere Umarmungen sind zur Einleitung des Liebesaktes und seiner Steigerung erfolgreich und Umklammerungen können währenddessen erfolgen.
- Das dritte Kapitel klassifiziert auf ähnliche Weise verschiedene Arten von Küssen, wobei auch Kuss mit Kuss beantwortet werden kann und es auch bedeutsam wird, etwa wenn ein Mann die Zehen seiner Partnerin küsst. Wer dies als unterwürfig interpretiere – so Vatsyayana – gebe sich „falschem Stolz und falschen Ego“ hin: „In der Erotik geht es meines Erachtens nicht um Unterwerfung oder Sieg, sondern um reinen Genuss. Der Stolz ist ein Feind des sexuellen Genusses.“[24]
- Das vierte Kapitel wird mit der Geschichte eines Mannes eingeleitet, dem ein vornehmes Mädchen zur Liebe vermittelt wurde, den sie aber bei angestrebter Wiederholung mit der Bemerkung abwies, er „hätte bei ihr nichts hinterlassen, was sie an [ihn] erinnert hätte.“ Vatsyayana: Er hätte „ihr einen leidenschaftlichen Kratzer auf ihrer Brust oder Bissspuren auf ihrem Schenkel hinterlassen können. Diese hätten ihre Triebe sprudeln lassen und ihre Erinnerung […] für lange Zeit wach gehalten.“ Es folgen – wie auch im
- fünften Kapitel – Klassifizierungen und Ratschläge. Das Beißen, das als „sanft“ verstanden sein soll, führt bei Vatsyayana zu Ausführungen zur „Gewaltanwendung“: „Wenn die Liebenden rücksichtsvoll und diskret miteinander umgehen, wird ihre Liebe selbst in hundert Jahren nicht vergehen. […] Allgemein gilt, dass eine Frau einen Mann nicht dulden soll, der sie trotz ihres Verbotes kratzt oder beißt. Wie in einem Wutanfall soll sie mit ihm kämpfen, seine Kratzer und Bisse doppelt vergelten.“

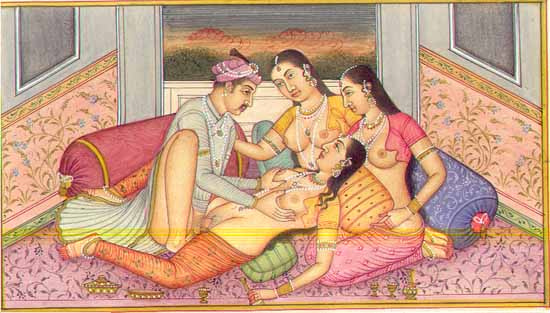
Sex mit mehreren Frauen

- Das in der Rezeption ‚legendär‘ gewordene sechste Kapitel wird mit der Absicht eingeleitet, Empfehlungen zu Stellungen zu geben, in denen Männer und Frauen verschiedenen Typs (siehe erstes Kapitel) den Liebesakt gelingen lassen können. Im weiteren unterscheidet Vatsyayana „normale“ und „ungewöhnliche Körperstellungen“. Hier gibt es auch keine Einschränkungen zum Sex mit mehreren Partnern, auch in Gruppen – „so konnte es auch mit einer Kurtisane in einer Männergesellschaft oder mit den Königsdamen geschehen.“ Eine Wertung findet sich erstmals bei Analverkehr, den Vatsyayana als „niederen Koitus“ bezeichnet.[25]
- Siebtes Kapitel

Mit der „Anwendung von Schlägen“ meint Vatsyayana „kein willkürliches, boshaftes Dreinschlagen“ (Gunturu), sondern „eine Art Kampf“ – Liebesschläge „mit dem Handrücken, mit der ausgestreckten hohlen Hand, mit der Faust und mit der flachen Hand […] Die Gepeinigte stöhnt und schreit dabei vor Lust auf. Es gibt acht Arten von Aufschreien ...“ Es sind abgestimmte Akte: Der Mann setzt die Schläge gezielt und mit Selbstbeherrschung ein und die Frau stößt die Schreie aus, die dazu passen. Gunturu: Dabei geht es zumeist um die Traditionen der alten Lehrmeister und die Frau kann „ungewollte Gewalt zweifach zurückgeben.“ Vatsyayana: „Ich meine dennoch, dass Schläge böse und unzivilisiert sind und nicht gutgeheißen werden können.“ Er nennt Beispiele von Mächtigen, die Frauen mit Schlägen töteten oder schwer verletzten. So zeigt er auch seine Absicht, mit seinem Werk und den Regeln zur Sexualität eine Harmonisierung zu bewirken, selbst wenn „der Liebesakt in vollem Gang […] weder von Berechnungen noch von Kenntnissen gelenkt (wird). […] Daher soll der Kenner der Lehrbücher bei einer Frau erst dann Schläge anwenden, wenn er die Zartheit, Feurigkeit und Kraft der Frau wie auch von sich selbst richtig eingeschätzt hat.“

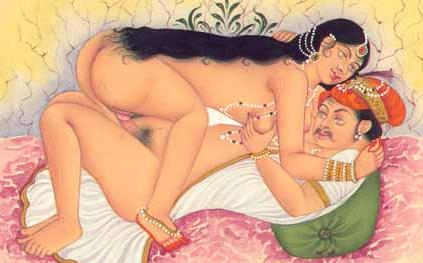
Getauschte Rollen (Autor unbekannt)

Nicht zufällig deutet er schon in diesem Kapitel an, dass bei dieser „Art der gerade geübten Technik […] es manchmal zum Rollentausch kommen kann“.
- Achtes Kapitel

Der Rollentausch sei mit oder ohne Zustimmung des Mannes möglich, während des Aktes oder von Anfang an – etwa unter ihrer Perspektive: „Du hast mich unterworfen, jetzt unterwerfe ich dich dafür.“ Vatsyayana empfiehlt den Rollentausch auch, wenn „der Mann scheu ist“ oder sie tut es, „um die Neugier ihres Geliebten zu befriedigen. […] Sie kann auch sich wie ein Mann verhalten und ihm gegenüber Härte und Ungestüm zeigen. Aber das hält nicht für immer an. Am Ende nimmt die jeweilige Natur überhand.“
- Neuntes Kapitel

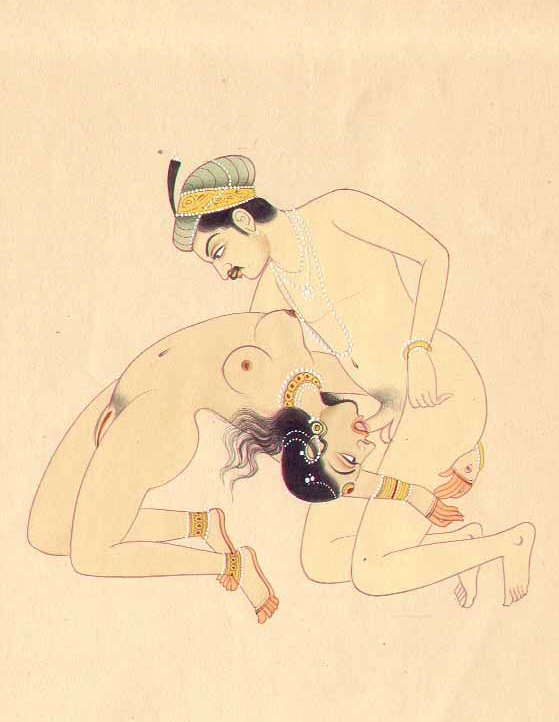
Oralverkehr. Vermutlich 19. Jahrhundert

„Die Lehrmeister meinten damals, dass man den Oralverkehr unterlassen sollte, weil man gegen die gesellschaftlichen Normen und den Anstand verstoße.“ Vatsyayana differenziert: „Obwohl anständige Menschen gegen den Oralverkehr sind, sind die sittlichen Vorstellungen darüber unterschiedlich. Daher soll man in dieser Sache sich so verhalten, wie es den örtlichen Gewohnheiten, der eigenen Natur und der eigenen Überzeugung entspricht.“
- Zehntes Kapitel

Am Beispiel des kultivierten Stadtbewohners entwirft Vatsyayana das romantische Szenario eines idealen, bunten und luxuriösen Treffens mit seiner Geliebten, bei dem er anfangs auch „umgeben von seinen Freunden und Dienern“ ist. Dabei gibt es sieben verschiedene Arten der Leidenschaft und des Sex – je nachdem, wie sich die Partner kennengelernt haben. Ausführlich geht er auch auf verschiedene Formen von Konflikten ein und empfiehlt der Frau nach ihrer Gefühlslage durchaus „zur Haustür zu gehen, sich auf die Türschwelle setzen und weinen. (Doch) selbst wenn sie sehr zornig ist, darf sie nicht über die Türschwelle hinausgehen, das wäre ein Fehler, wie ein Lehrmeister meint.“ Im eigenen Haus soll sie ihn hinausweisen, „sich ihm dann aber wieder nähern.“ Nach Vatsyayana wird ein Mann, der die 64 Künste beherrscht, nicht mit Frauen in Streit geraten.

### Drittes Buch: Über den Verkehr mit Mädchen (Kanyasamprayuktata)
Das dritte Buch über den Verkehr mit Mädchen – Die Jungfrauen – umfasst fünf Kapitel und legt zu Beginn die allgemeine Auffassung der alten Lehrmeister dar: „Im literarischen Gespräch, bei Gesellschaftsspielen, Eheschließungen und Beziehungen soll man seinesgleichen suchen – weder jemanden aus einer höheren Schicht, noch jemanden aus einer niederen. (III. 1. 20).“ Dies ermögliche eine vorschriftsmäßige Lebensführung nach definierten gesellschaftlichen Verhältnissen der Partner und den dazu erforderlichen persönlichen Eigenschaften. Vatsyayana setzt jedoch die Einzelmeinung eines 'Alten' hinzu: Ihm zufolge „soll jemand eine Frau heiraten, die für ihn die Lebenserfüllung bedeutet und die Ehe sollte von seinesgleichen nicht getadelt werden.“
- Die eingefädelte Ehe (Die Regeln für das Freien. Die Prüfung der Verbindungen)
- Wie man das Vertrauen eines Mädchens gewinnt (Das Gewinnen des Vertrauens des Mädchens)
- Wie man das Mädchen für sich gewinnt (Das Herangehen an ein Mädchen, Erklärung der Gebärden und des Äußeren)
- Wie man mit den Anzeichen der Liebe verfährt (Bemühungen eines einzelnen Mannes. Das Aufsuchen des zu gewinnenden Mannes. Erlangung des Mädchens infolge der Annäherung)
- Die verschiedenen Wege zur Eheschließung (Die Hochzeitsfeier)[29]

Im ersten Kapitel referiert Vatsyayana ausführlich die Bräuche der Eheanbahnung, die sich nach den alten Lehrmeistern – meist schon mit zu seiner Zeit fragwürdigen Regelungen – neben gesellschaftlichen Relationen und dem körperlichen Ideal auch stark mit Omen und Horoskopen befassen. Auch geht es um soziale und persönliche Kriterien, die eine Ablehnung von Frauen empfehlen – „um Merkmale einer Frau [.. die] gewisse negative Auswirkungen auf den Mann ausüben“. Dass dies Regelungen für „Jungfrauen“ seien, ist gesetzt, andere Eheschließungen bleiben unerwähnt. Seine eigene Auffassung drückt Vatsyayana über „andere Lehrmeister“ aus, die „meinten, dass man die Frau heiraten solle, die den Geist und die Augen fessele, sonst keine. Dadurch werde man im Leben glücklich werden.“ Er entwickelt tolerantere Formen, doch fast immer auch aus der männlichen Perspektive oder die der Brauteltern – der Braut selbst gibt er das Recht, auf Einladungen – mit der unbedingten Empfehlung, diese „auf keinen Fall für denselben Tag an[zu]nehmen“ –, mit der Begründung zu reagieren, „dass alles zur rechten Zeit geschehen werde.“ Und zum Abschluss:

„Die beste Partie ist diejenige, bei der man sich so verhält, dass beide Seiten am gleichen Genuss wie am gleichen Spiel teilhaben und bei der die Ebenbürtigkeit der Partner im Vordergrund steht. Sie sollte man eingehen.“

- Das zweite Kapitel ist ein durchgängiges Plädoyer für die Sanftheit im Umgang mit der jungen Braut. Das wahre Vertrauensverhältnis gewinne man nach der Hochzeit, nach der „Sie mit Ihrer Ehefrau drei Nächte auf dem Boden schlafen, enthaltsam leben [… und danach] eine Woche zu Musik- und Theaterveranstaltungen gehen und Verwandte (und Freunde) mit ihrem Besuch beehren.“ Die Frau wird das Verhalten ihres Mannes drei Nächte lang beobachten, er kann ihr eine Vielfalt von Gefälligkeiten erweisen, „aber die Enthaltsamkeit nicht brechen“. Danach gibt es eine Reihe von Empfehlungen, um harmonisch zum Ziel zu kommen. Insbesondere scheint, dass mit einer jungen Frau in ein Gespräch zu kommen, nicht einfach war: „Wenn Sie die junge Frau bereits kennen, sollen Sie eine Ihnen gewogene Freundin, die auch das Vertrauen der jungen Frau genießt, einschalten und sie vermitteln lassen, so dass ein Gespräch zustande kommt.“ Auch in der Folge – bis zum vollständigen Vertrauensgewinn – gibt es vielfache Verhaltens- und Annäherungsregelungen, die teils auch beiden bekannt gewesen sein durften. Vatsyayana schließt das Kapitel mit konsequenten Warnungen, irgendeine Form von Gewaltsamkeit anzuwenden.
- Dem dritten Kapitel, das die möglichen Anfänge einer Bekanntschaft – nicht nur von Mädchen – beschreibt, stellt Vatsyayana als Motto das Sutra III. 3. 32 voraus:

„Ein junges Mädchen gewinnt man durch Kinderspiele, eine Frau in der Jugend durch Liebesspiele und eine voll erblühte Frau durch Menschen ihres Vertrauens.“

Doch schon zu Beginn schränkt Vatsyayana mögliche männliche Ambitionen sogleich ein – nach Gunturu wiederum in direkter Anrede: „Einige Mädchen werden für Sie unerreichbar bleiben, wenn Sie nicht reich sind, selbst wenn Sie alle Tugenden besitzen sollten. Und auch in dem Fall, dass Sie keine hervorragenden Eigenschaften besitzen oder niedriger Abstammung sind, sollen Sie es aufgeben, sie erobern zu wollen. Und auch in dem Fall, dass Sie reich wären, aber des Mädchens Nachbar wären, oder bei ihrer Mutter, dem Vater oder Bruder wohnten oder von ihnen abhängig wären, könnten Sie das Mädchen nicht gewinnen. Sie sollen auch von einem Mädchen absehen, in dessen Haus Sie verkehren und noch als Kind behandelt werden.“
Aussichtsreich und unabhängig von Reichtum können Fälle sein, in denen man „von Kindheit an die Liebe eines Mädchens […] entfachen und kultivieren“ konnte und in denen die gesellschaftlichen Voraussetzungen stimmen. Gleichaltrige können durch Ausflüge, Schwimmen gehen, gemeinsames Essen zubereiten und auch durch spielerische Aktivitäten, „die körperliche Berührung ermöglichen“, vorankommen. Auch das Gewinnen der Sympathie ihrer Busenfreundin, Besorgungen und Geschenke für sie machen wird empfohlen – „der Sinn und Zweck“, so  Vatsyayana ist: „danach streben, dass das Mädchen ihn für jemanden hält, der alle seine Wünsche erfüllt“. Auch die Kenntnis der 64 Künste lässt –gleichsam zwischen den Zeilen – eine „Geschicklichkeit in Liebesdingen zum Ausdruck kommen.“ Das Verhalten einer Frau, die sich verliebt hat, ist ausführlich erörtert. Die Aufmerksamkeit für den Mann wächst und „als sei sie ihre Herrin, befiehlt sie Ihnen, ihre Aufgaben zu erledigen.“ Wenn der Mann viele dieser Anzeichen beobachten konnte, „soll er sogleich über angemessene Mittel nachdenken, die zum Liebesakt mit ihr führen können.“

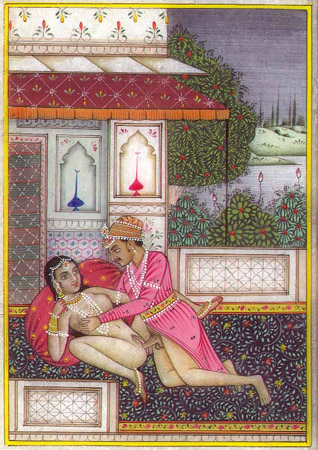
Abendliche Liebesszene. (Zeichnung 19. Jahrhundert)

- Im vierten Kapitel – Wie man mit den Anzeichen der Liebe verfährt – sind die Lehren wieder stärker für Männer und auch Frauen vermittelt. Ziel ist es vor allem, Aktivitäten zu initiieren, die es beiden ermöglichen, ohne die Absicht „es merken zu lassen“, ihre Körper anzufassen. Die Frauen durchschauen dies zwar, doch werden sie dies nicht erkennen lassen und im eigenen Falle nie zugeben. In der Abenddämmerung, in der Nacht und in der Dunkelheit sind junge Frauen meist weniger ängstlich. „Sie sind dann zum Liebesakt entschlossen, sind leidenschaftlich und lehnen den Mann, der ihr Vertrauen gewonnen hat, nicht ab.“ Der erste Teil des Kapitels zeige „die Methode für den Fall, dass Sie eine junge Frau auf eigene Faust erobern möchten.“

Wenn es nicht gelingt, allein „das Mädchen ihrer Wünsche zu bekommen, sollen Sie sich an Frauen wenden, die ihre Absichten kennen, Sie aber nicht preisgeben.“ Diese werden die Aufmerksamkeit in der Familie beeinflussen. Dabei sind öffentliche Gelegenheiten entscheidend, in deren Rahmen Sie „versuchen, sich in ihre Gedanken einzufühlen und sich ihr annähern, wenn sie allein ist.“
Eine Jungfrau, die ihre Eheschließung selbst in die Hand nimmt, aber keine Unterstützung anderer hat, bemüht sich sanft um einen Mann ihrer Wahl, „indem sie ihm Gefallen erweist und sich ihm oft zeigt.“ Sie nimmt mit Hilfe ihrer Freundinnen Einfluss auf seine Mutter, damit „die Aufmerksamkeit dieses Mannes ganz ihr gilt.“

„Sie geht abends mit Blumen, Duftstoffen und Betel allein zu ihm und zeigt ihm ihre Vertrautheit mit den 64 Liebeskünsten oder ihre Geschicklichkeit in Körper- oder Kopfmassage. [… Doch] selbst wenn sie von sexueller Erregung hingerissen ist, soll sich eine Jungfrau nicht von selbst dem Mann annähern. Unternimmt sie selbst den Annäherungsversuch, so wird sie das Glück in der Liebe verlieren, meinen die alten Lehrmeister. Wenn sich aber der Mann ihr anzunähern versucht, soll sie es akzeptieren. Umarmt er sie, so soll sie sich jedoch nicht der Leidenschaft hingeben. […] Selbst wenn er darum bettelt, soll sie sich nicht zu weit entkleiden, weil über die Eheschließung zu diesem Zeitpunkt noch nicht entschieden ist. Ist sie sich aber sicher, dass er sie liebt und dass er sie nicht verlassen wird, so drängt sie ihn, den Umwerbenden, sie von der Jungfräulichkeit zu befreien. Ist sie entjungfert, soll sie es den ihr Vertrauten erzählen. So besorgt sich ein Mädchen einen Mann“

Vatsyayana schließt unter anderen mit dem Merkspruch: Ein umworbenes Mädchen soll den Mann, der sie erobern will, nur heiraten, wenn es denkt, dass er ihr eine Bleibe verschaffen und Glück bereiten und ihr [im Text bei Gunturu: „ihm“] gehorsam und ergeben sein wird. […] Der Kandidat ist der beste, dem es ausschließlich um die Liebe geht.
- Im fünften Kapitel gilt der Busenfreundin des Mädchens ein hohes Lob und ihr wird bei einer Werbung oft die entscheidende Rolle eingeräumt. Die Busenfreundin ist unbestechlich und hat kein Eigeninteresse an dem werbenden Mann. „Sie soll alle Aufgaben einer Mittlerin erfüllen“ und kann auch eine Entführung – ohne Kenntnis der Betroffenen – inszenieren. Dies ist eine Möglichkeit einer Liebeshochzeit, für die nach einer Entführung differenzierte Regeln gelten.

Verschiedene Varianten zu den Umständen von Entführung – mit den jeweils gleichen Regeln der anfolgenden Hochzeit – zeigen an, dass zu Vatsyayanas Zeiten die Liebesheirat nicht die gesellschaftlich übliche Form der Eheschließung war – auf andere Formen geht er nicht ein –, doch offensichtlich in der Tendenz schon bevorzugt wurde und auch gegen gesellschaftliche Instanzen – Brauteltern und Priester – durchgesetzt werden konnte. Mit der Maßgabe, die Entführung so ein- bzw. auszufädeln, „dass die Verwandtschaft Ihnen das Mädchen nur deshalb übergibt, um der Familie Schande zu ersparen und um sich nicht wegen Racheaktionen der Strafverfolgung auszusetzen.“ Voraussetzung war für beide Seiten ein entsprechend starker Freundeskreis und die rituale Hilfe eines vedischen Brahmanen, aus dessen Haus das Feuer geholt werden konnte, um auch „den Vorschriften gemäß Opfer bringen“ zu können.
Vatsyayana zum Abschluss: „Da Liebe das Ziel aller Formen ist, schätzen die Menschen die Liebesheirat als heilbringend, obwohl sie die mittlere unter den Heiratsformen ist. Sie wird für die beste Form der Hochzeit gehalten, weil sie bequem und sorgenfrei ist, ohne formelle Zeremonien vonstatten geht und von gegenseitiger Zuneigung geprägt ist. (Sutra III. 5. 30).“

### Viertes Buch: Über die verheirateten Frauen (Bharyadhikarika)
Vanamali Gunturu nennt das Vierte Buch nach Vatsyayanas Original Ehefrauen und Rivalinnen und dessen erstes Kapitel Die Verhaltensregeln für die Ehefrau ohne Rivalinnen. Die beiden altertümlich klingenden, überlangen deutschen Titel sind heute kaum mehr nachvollziehbare Übertragungen, die sich teils wie Kurzbeschreibungen lesen. Die Übersetzung des zweiten Kapitels laut Original heißt Die Frau, ihre Rivalinnen und der Harem (Gunturu, S. 6.). Zum Vierten Buch verlässt der Autor Gunturu seine bisher gepflegte Methode der Darstellung, da die Thematik heutigen Lesern überholt erscheinen muss, weil die erörterten Szenerien keine Entsprechungen in der Gegenwart mehr besitzen. Da er 2004 seinen „Ratgeber“ verfasst hat, der den Menschen heute noch relevantes, als universell gültig eingeschätztes Wissen des indischen Altertums nahebringen will, historisiert er die Ausführungen Vatsyayanas: er kommentiert sie zudem unter dem Blickwinkel aktueller, fortschrittlicher Auffassungen.
- Die Verhaltensregeln für die Ehefrau ohne Rivalinnen (Das Benehmen der einzigen Gattin, Der Wandel während der Reise des Mannes)
- Die Frau, ihre Rivalinnen und der Harem (Das Benehmen der ältesten Gattin. Das Benehmen der jüngsten Gattin. Das Benehmen der Witwe, die wieder geheiratet hat. Das Benehmen der zurückgesetzten Frau. Das Leben im Harem. Des Mannes Umgang mit mehreren Frauen)

Im ersten Kapitel beschreibt Vatsyayana – zum Ambiente eines vielfältigen und komplexen fürstlichen Haushaltes – die Aufgaben, Tätigkeiten und die Haltung einer Frau, die sich für ihren Mann unentbehrlich macht, da sonst die Organisation seiner Lebenswelt zusammenbräche und die sich auch fortwährend attraktiv hält. So wird sie keine Rivalinnen befürchten.

„Kāryesu mantri śayanesu veśyā haben es die Inder genannt: ‚Eine Ministerin in der Arbeit und eine Prostituierte im Bett‘ soll eine Ehefrau sein.“

Moderne Diskussionen, ob die Frau in ihrem Verhalten latente Unterwürfigkeit zeigt, hält Gunturu unter den damaligen Umständen, „wenn die Gesellschaft dem Mann einen größeren Stellenwert einräumt“ für unangemessen: es geht nicht darum, wie sich eine Frau vor 2000 Jahren hätte „emanzipieren können, sondern wie sie sich verhalten soll, damit ihre Ehe gelingt.“

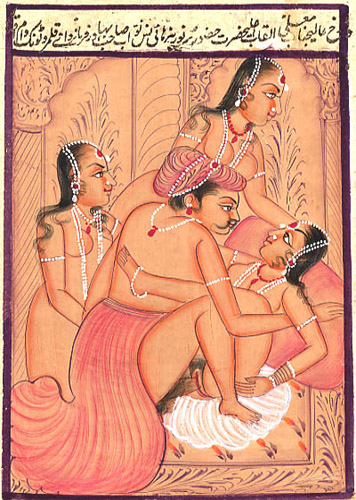
Erotische Szene im Harem (19. Jahrhundert)

- Das zweite Kapitel referiert komplexere Situationen der Vielehe, etwa die Situation, wenn wegen Unfruchtbarkeit der ersten Frau der Mann eine zweite heiratet – dabei bleibt die erste in seinem Haus und ihr war geraten: „Falls sie keine Kinder bekommt, soll sie selbst ihren Mann zu einer zweiten Ehe bewegen.“ Dann wird die zweite die „Nebenfrau“ sein, der jedoch als zumeist „jüngere Frau“ Ratschläge zur Auseinandersetzung mit der Älteren folgen – denn wenn sie „die Vormachtstellung der Ältesten bezwungen hat, soll sie die das Leben der einzigen Ehefrau führen.“ Dieser Kampf bleibt einer „Wiederverheirateten“ erspart, insbesondere, wenn sie einen „Mann ohne gute Eigenschaften“ verlassen hat, aber auch wenn er sie aus dem Hause zwang. Ihre Erfahrung in der Kenntnis der Liebeskünste und in der Haushaltsführung werden ihr eine Souveränität gegenüber Rivalinnen geben – sie hat ihre „Aggressionen überwunden“ – sie wird immer „wie eine Herrin“ ein neues Haus beziehen.

Der Harem potenziert noch die Rivalitäten, da seiner Struktur „Königinnen […] gleich danach die wiederverheirateten Frauen und nach ihnen die Kurtisanen und Tänzerinnen (angehören).“ Dazu kommen des Königs „eigene Dienerinnen und die Dienerinnen der Haremsdamen, und melden, welche Frau an der Reihe ist, welche bereits bei ihm gewesen ist und welche die Monatsregel hat.“
Gunturu zitiert einen König: „Den Harem im Griff zu behalten ist schwieriger, als die Schlachtordnung eines feindlichen Heeres zu zerstreuen.“

### Fünftes Buch: Über die fremden Frauen (Paradika)
Der fünfte Buch – nach dem Original: Die Frauen anderer Männer – behandelt in sechs Kapiteln, die hier in Klammern gesetzt auch die quellennahen Titel angezeigt haben, in umfangreichen, schlagwortartigen Aufzählungen alle Frauen, die nach den damaligen gesellschaftlichen Verhältnissen, verheiratete Frauen und keine „Jungfrauen“ mehr sind. Gemeint sind somit alle älteren Frauen über der damaligen Altersgrenze von 16 Jahren und sie sind von den „alten Lehrmeistern“ gleichsam zur Verführung freigegeben und die Männer dazu mit vielerlei Ratschlägen versehen. Es fällt in den ersten vier Kapiteln auf, dass sich Vatsyayana mit seinen sonst üblichen pointierten, oft gegensätzlichen Stellungnahmen fast völlig zurückhält, allenfalls anmerkt wie: „Verheiratete Frauen, [.. die] sich ja in einer heiklen Situation befinden.“ Und es bieten neben den spezifischen Eigenheiten historischer indischer Menschenbetrachtung die ‚Charakterisierungen‘ und Interpretationen männlicher und weiblicher Verhaltens- und Handlungsweisen heutigen Lesern wenig Erkenntnisgewinn. Sie würden gegebenenfalls eher als ärgerlich oder als Kuriosa empfunden. Erst mit dem Ende des sechsten Kapitels wird deutlich, warum Vatsyayana fast nur Lehrmeister dokumentiert und sich so bemerkenswert zurückhält. Gunturu arbeitet dies mit dem Abschluss des sechsten Kapitel heraus.
- Über den Charakter der Männer und der Frauen (Darstellung des Charakters von Mann und Frau, Die bei den Frauen vom Glücke begünstigten Männer, Die mühelos zu gewinnenden Frauen)
- Das Flirten mit Frauen (Das Anknüpfen der Bekanntschaft, Die Annäherungen)
- Die Anzeichen des Begehrens bei Frauen (Die Prüfung des Wesens)
- Der Einsatz einer Mittlerin (Die Taten der Botin)
- Der Trieb und die Mächtigen (Das Liebesleben der Herren)
- Frauen im Harem (Das Treiben der Frauen im Harem. Das Beschützen der Frauen)

Zum ersten Kapitel sei ein abschließender Merksatz zitiert: „Ein Mann wird bei den Frauen Erfolg haben, wenn er seine Erfolgschancen richtig einschätzen kann, wenn er das Verhalten der Frau deuten kann und wenn er die Gründe, die zu einer ablehnenden Haltung führen, aus der Welt schaffen kann.“
- Dem zweiten Kapitel setzt Gunturu als Motto das Sutra V. 2. 28 voran: „Ein intelligenter Mensch, der auf seine Sicherheit bedacht ist, begehrt keine junge Frau, die um sich besorgt ist, die bewacht wird und ängstlich ist oder die sich in Begleitung ihrer Schwiegermutter befindet.“ Zur Aufzählung vieler Situationen, die bewertet werden, befindet sich der Rat, eine Annäherung an Frauen „selbstständig“ vorzunehmen und wenn „sie auf diese Weise nicht zu erreichen sind, […] eine Mittlerin ein[zu]setzen.“ Merkspruch: „In einem Haus, in dem der Ehemann eine fremde Frau umwirbt, sollen Sie nie mit dessen Ehefrau schlafen, selbst wenn sie leicht zu haben ist.“
- Im dritten Kapitel folgen auf die Aufzählung wiederum vieler detaillierter Situationen im damaligen indischen Gesellschaftsleben als Fazit Merksprüche dazu, wie Frauen „schnell [zu] erobern“ sind, etwa wenn „sie seine Signale verstanden und akzeptiert hat“, wenn sie „von sich aus ihre Gefühle durch ihren Gesichtsausdruck offenbart“, wenn „sie eine klare Antwort gibt“ oder in der Theorie: „Subtile Methoden sind bei standfesten, wenig selbstsicheren oder kritisch eingestellten Frauen anzuwenden. Die offenherzigen Frauen sind einfach zu gewinnen.“
- Das vierte Kapitel beschreibt den Einsatz von Mittlerinnen, die – ebenfalls vielfach detailliert beschrieben – die umworbene Frau  „durch Geschichten und Manipulationen in den Griff bekommen“ sollen. Vatsyayana zitiert auch hier vorwiegend „Lehrmeister“, doch entwickelt er keine qualitativ eigenen Betrachtungen. Vermittlerinnen werden differenziert kategorisiert und ein Merkspruch empfiehlt: „Eine Witwe, eine Hellseherin, eine Dienerin, Bettlerin oder Kosmetikerin gewinnt schnell das Vertrauen einer Frau und kann aufs beste die Aufgaben einer Liebesbotin ausführen.“

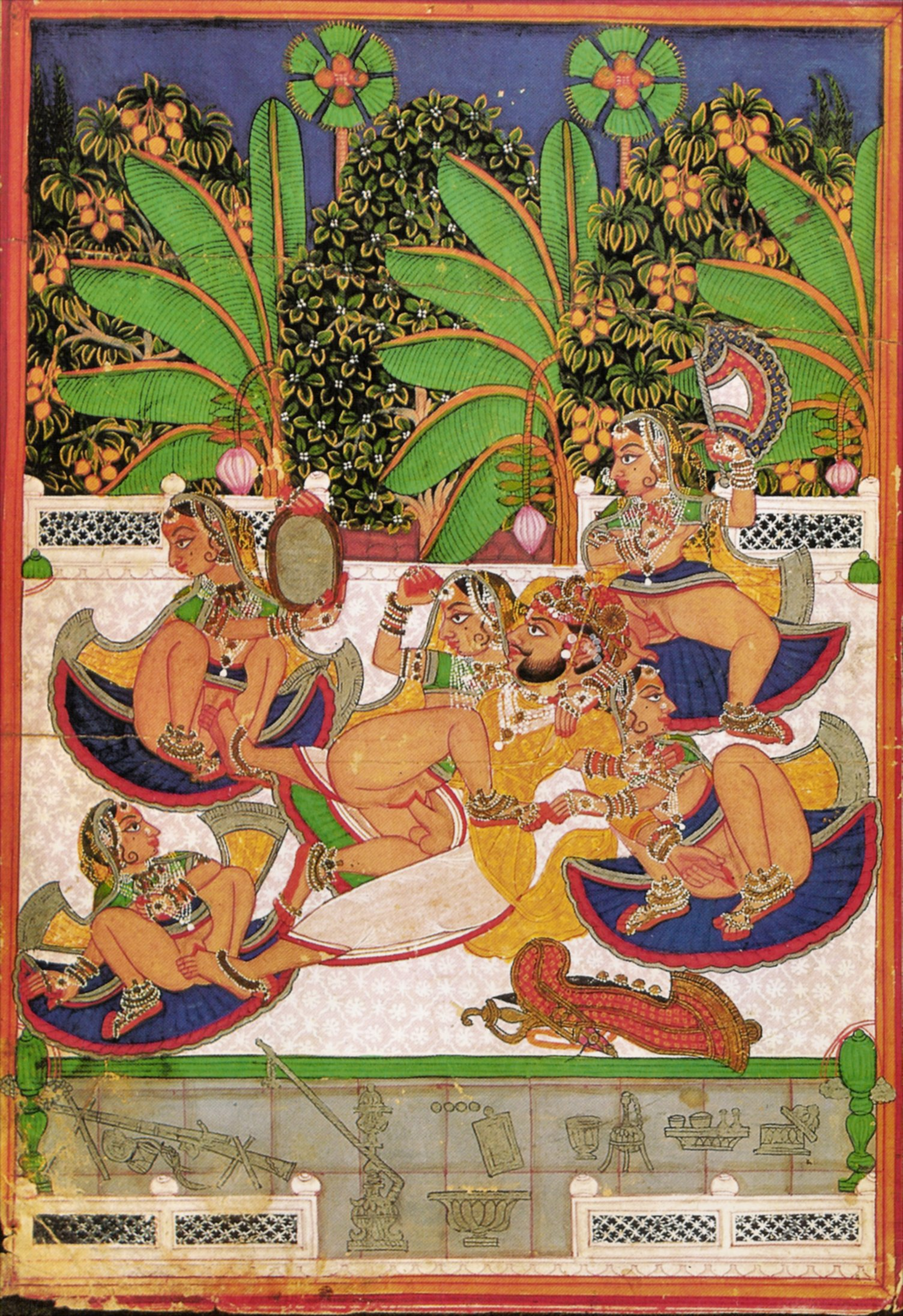
Ein Raja (König) in seinem Harem (Miniatur, 1870)

- Das fünfte Kapitel beginnt mit den Machenschaften der kleinen Mächtigen auf dem Lande, die „durch ein bloßes Wort“ Frauen „verführen“ können – Gunturu: „ihre Macht missbrauchen.“ Das Spiel der wirklich Mächtigen vertritt ein „König“ mit Harem, der „städtische Frauen“ verführen will. Bei der Wahl und Anwerbung nehmen seine Dienerinnen und die Haremsdamen die Schlüsselrolle ein. „Der Mann an der Macht darf nie ein fremdes Haus betreten.“ Nach der Aufzählung von diskretem, die Verführte auch ehrendem Vorgehen aber auch übler Methoden, Frauen dem Harem „einzuverleiben“, gibt es auch den Umstand, dass „junge Frauen vom Land und aus den Städten einzeln oder in Gruppen in den Harem (kamen), um an erotischen Spielen des Königs teilzunehmen.“ Vatsyayana:

„Ein König, der am Wohlergehen seiner Bürger interessiert ist, soll diese Methoden nicht anwenden. Wenn er die Gruppe der sechs Feinde bezwungen hat, erobert er die Welt.“

- Das sechste Kapitel – Frauen im Harem – beginnt mit der „Unzufriedenheit“ der Haremsdamen, „weil sie nur einen Mann haben, den sie zudem mit allen anderen teilen müssen“ und ihren Aushilfen – mit „Dingen aus der Natur, die dem Penis ähneln – oder mit Dildos.“ Und: „Die Haremsdamen lassen üblicherweise Lebemänner, die wie Frauen verkleidet sind, von ihren Dienerinnen in den Harem führen.“ „In den Harem zu gelangen und wieder zu verlassen“, sei teils sogar „einfach“, doch Vatsyayana warnt vor den Gefahren. Unmittelbar danach schildert er wieder die Lehrmeister-Tricks und Vorkehrungen, die dieses Eindringen ermöglichen. Es folgt auch das Rezept einer „Zaubersalbe“, die den Anwender „unsichtbar und schattenlos macht.“ Etwas eigenständiger empfiehlt Vatsyayana:

„Wenn die Frauen ihre Interessen miteinander verflochten haben und sich demselben Ziel unterstellt haben, ist der Liebhaber für immer sicher vor Verrat und kann die begehrten Früchte genießen.“

Haremsdamen haben auch ihre Söhne miteinander getauscht. Auch weitere Umgehungen und Tricks werden geschildert – und schließlich sieht sich Vatsyayana auch bemüßigt, an den Haremsbesitzer zu denken: „Lehrmeister meinen, dass man die Wächter auf ihre Ehrlichkeit in Sachen Sex hin prüfen und nur die Tadellosen, die Charakterfesten in den Dienst des Harems stellen soll.“ Und:

„Wenn jemand das Kāmaśāstra studiert hat und die darin ausgeführten Methoden zur Verführung verheirateter Frauen verstanden hat, lässt er sich niemals von den eigenen Frauen betrügen. Diese Methoden dienen einem einseitigen Interesse. Die Gefahren ihrer Anwendung sind leicht zu erkennen. Sie sind gegen die Moral und den Wohlstand. Daher soll man verheiratete Frauen nicht verführen. Diese Erläuterungen habe ich zum Schutz der Ehefrauen und für das Wohlergehen der Menschen gegeben. Ich habe sie nicht verfasst, um die Menschen unmoralisch werden zu lassen.“

Mit dieser Meinungsäußerung entschlüsselt sich seine auffallend nachlässig und fast kommentarlos behandelte Thematik jeweils in den ersten vier Kapiteln.

### Sechstes Buch: Über die Hetären (Vaisika) / Die Kurtisanen
Die Tendenz westlicher Übersetzer, Werke anderer Kulturen dem eigenen Denken anzupassen, das bis weit in das 20. Jahrhundert unreflektiert blieb, offenbart sich zum Beispiel an der Verwendung des Begriffs „Hetäre“ – eine Bezeichnung, die aus der griechischen und römischen Antike stammt. Meist unerkannte Schwierigkeiten bereitete diesen Übersetzern auch, dass Worte im Sanskrit verschiedene Bedeutung haben. Gunturu:

„Ohnehin hat jedes Sanskrit-Wort mehrere verschiedene Bedeutungen, und dazu jedes Wort in jeder Schule und in jedem philosophischen System in einer speziellen Tradition der Auslegung. So sind die Aphorismen nicht ohne weiteres zu verstehen, benötigen einen Kommentar, der sie aus der Tradition des Kāmaśāstra heraus erklärt. Der früheste Kommentar des Kamāsūtra, der uns erhalten geblieben ist, stammt aus dem 10. Jahrhundert und wurde von König Yaśodhara geschrieben. Er nannte seinen Kommentar ‚Jayamangala‘. Ohne diesen Kommentar wären die Gelehrten heute bei der Übersetzung des Kamāsūtra weitgehend hilflos.“

Die sechs Kapitel des sechsten Buches beschreiben die Beziehung von Kurtisanen zu Männern.
- Die Absichten einer Kurtisane (Untersuchung über die Freunde. Die Besucher und Das Gewinnen der Besucher)
- Das Verhalten einer Kurtisane (Die Hingebung an den Geliebten)
- Die Möglichkeit, viel Geld zu verdienen (Die Mittel für den Erwerb von Vermögen. Das Erkennen der Gleichgültigkeit. Das Verfahren bei dem Fortjagen)
- Wiedervereinigung nach einer Trennung (Die Wiederaufnahme eines ruinierten Liebhabers)
- Der Umgang mit den Geldquellen (Die verschiedenen Arten des Gewinnes)
- Gewinn, Verlust und Zweifel einer Kurtisane (Prüfung der Folgen und des Risikos bei Gewinn und Verlust)

Dem ersten Kapitel stellt Gunturu das Sutra VI. 1.3 und 4 voran:

„Eine kluge Frau sorgt dafür, dass sogar ihre vorgetäuschte Liebe als echte erscheint. Denn Männer vertrauen Frauen, die von der Lust getrieben werden.“

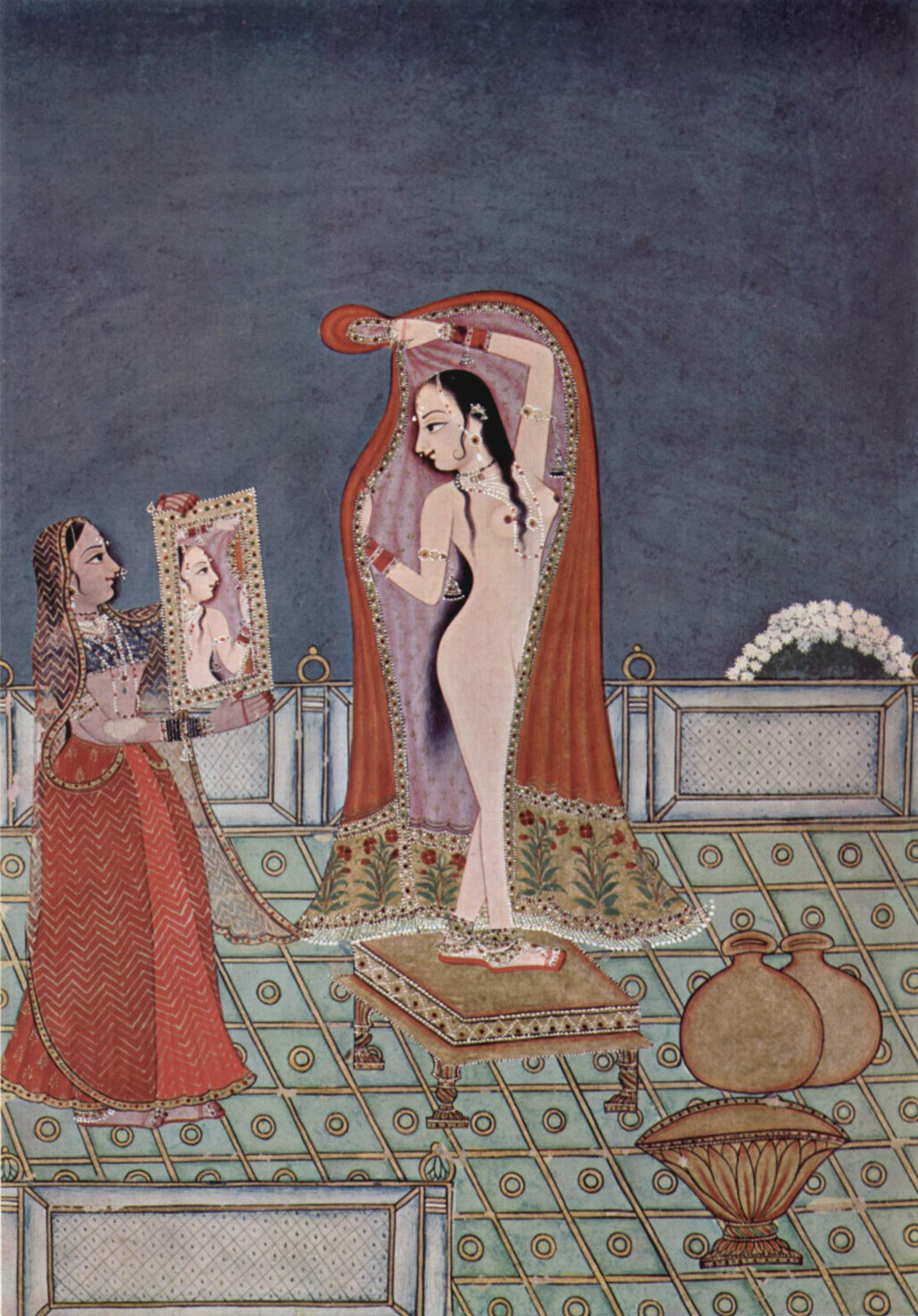
Kurtisane nach dem Bade mit Dienerin (1775)

„Von Natur aus finden Kurtisanen sexuellen Genuss und ihren Lebensunterhalt, indem sie sich mit Männern einlassen. Wenn Sex sie dazu treibt, ist ihr Verhalten ein natürliches. Wenn sie auf Geld aus sind, ist es ein künstliches.“ Diese Teilung, die im westlichen Pauschalbegriff der Prostituierten, der generell ein Zwangsverhältnis voraussetzt, verloren ging, bewegt Vatsyayana zu Differenzierungen, auch wenn er den Kurtisanen rät, „ihr künstliches Verhalten sollen sie wie ein natürliches erscheinen lassen. […] Um ihren Liebeseifer zu bezeugen, soll die Kurtisane den Mann dazu bringen zu glauben, dass sie nicht geldgierig ist.“
„Sie soll sich Freunde verschaffen, die ihr Männer zuführen, die für sie diese Männer den Frauen ausspannen, die Unheil abwenden, die Gelderwerb ermöglichen und dafür sorgen, dass die Kunden sie nicht beleidigen.“ Als Freunde geeignet seien unter anderen Polizisten, Gerichtspersonen, Menschen ebenbürtiger Bildung, Kunstkenner. Weitere Ratschläge beziehen sich auf bestimmte Männertypen und Berufe in Bezug auf den Gelderwerb – „aber mit jemandem, dessen Reichtum aus Liebe und Ruhm besteht, soll sie wegen seiner guten Eigenschaften eine Liebesbeziehung eingehen.“
Umgekehrt folgen für Männer Hinweise auf die allgemeinen Eigenschaften und die persönlichen Interessen einer für sie geeigneten Kurtisane, um – so wäre ein anzustrebendes Ziel – „Dauerhaftigkeit sowie gute Aussichten der Beziehung“ zu bewirken. Doch für die Kurtisane „(soll) durch den Faktor Liebe […] die Möglichkeit, Geld einzunehmen nicht beeinträchtigt werden.“
Und wenn ein Mann „Annäherungsversuche macht, soll ihn die Kurtisane nicht zu schnell akzeptieren. Denn Männer verachten Frauen, die leicht zu haben sind.“
- Im zweiten Kapitel beschreibt Vatsyayana die Art der Vorsicht, die eine Kurtisane auch einem ausgewählten Mann angedeihen lässt – so trägt sie Sorge dafür, dass ihr andere Kunden ermöglicht bleiben – zur Not mit der Erzählung von ihrer Mutter „oder Großmutter“, die von ihr finanziell abhängig ist und die sie trotz ihres Unwillens akzeptieren muss, da „sie nicht gegen den Willen ihrer Mutter verstoßen kann. Daher sieht sie sich gezwungen, zu anderen Kunden zu gehen.“

Auch eine Fülle weiterer kleiner Unehrlichkeiten und Manöver sind akzeptabel, so wenn sie ihre Meinung gerne der seinen angleicht – „wen er hasst, den hasst sie. Wen er liebt, den liebt sie.“ Sie sagt „dem Geliebten nie offen, dass sie ihn begehrt, doch sie gibt ihm entsprechende Signale. […] Sie wünscht sich Kinder von ihm und dass sie nicht länger leben möge als ihr Liebhaber […] Sie verdächtigt ihn der Zauberei mit Hilfe derer er sie möglicherweise so anhänglich gemacht haben könnte“. Doch wenn er verreist, bleibt sie treu – „sie verbietet sich, den eigenen Körper zu pflegen und sich zu schmücken.“
Vatsyayana merkt an, „all diese Verhaltensregeln einer Kurtisane habe ich der Lehre eines berühmten Meisters entnommen.“ Die Psyche der Frau nennt er „unerschlossen“ und „ihr sexuelles Verhalten (ist) selbst von Kennern nicht leicht zu verstehen.“ Ein idealer Liebhaber „hat großes Vertrauen zu ihr, er pflegt denselben Lebensstil wie sie und erweist sich ihr als nützlich. Er wirft ihr nie Untreue vor und legt keinen großen Wert auf Geld. […] Sie spielt die Rolle der Geliebten mit solch vollkommener Hingabe, dass sie selbst die vorgetäuschte Liebe von der echten nicht mehr trennen kann.“
- Das dritte Kapitel setzt mit der Bemerkung ein, dass eine Kurtisane sich so verhalten soll, „dass sie ihren Liebhaber wegen seiner Qualitäten begehrt und nicht wegen des Geldes. Aber es ist ihr klar, dass Geld der eigentliche Zweck ihren ganzen Bemühungen ist.“ Vatsyayana bezieht sich auf Lehrmeister: „Eine Kurtisane kann von ihrem Liebhaber auf eine natürliche Art oder unter Anwendung von Tricks Geld herauslocken. Wenn sie auf natürliche Art mehr Geld als die beabsichtigte Summe bekommt, soll sie keine Tricks anwenden.“ Er dagegen meint: „Wenn sie ihre Honorarforderung auch noch mit Tricks unterstützt, wird der Liebhaber zu ihrem Vorteil zweimal zahlen.“ Es folgt eine Aufzählung von Schwindeleien und Lügen über Probleme, Umstände und Ereignisse, die sie vortragen könne, um Geld zu bekommen. Ob er es bemerkt oder nicht, die Gefahr besteht immer, „dass die Leidenschaft eines Liebhabers abgeflaut ist.“ Sie kann Anzeichen dafür erkennen und „bevor er bemerkt, dass sie ihn durchschaut hat“, soll sie noch holen, was sie bekommen kann. Dazu geben Lehrmeister noch Ratschläge, wie sie einen Liebhaber, der nichts mehr zu geben hat, loswerden kann, um sich auf einen anderen Liebhaber zu stützen. Vatsyayana schließt: „Folgt eine Kurtisane in ihrer Beziehung beharrlich den Ratschlägen, wird sie von ihren Liebhabern nicht hintergangen und scheffelt viel Geld.“
- Im vierten Kapitel rät Vatsyayana den Kurtisanen, nach dem Ende einer Liebschaft eine Beziehung zu früheren Liebhabern wieder zu prüfen. Je nachdem, wie er mit ihr und einer neuen Frau umging – oder umgekehrt – und abhängig von guten finanziellen Verhältnissen, soll sie sich seiner annehmen oder es sein lassen. Es gilt dem Autor vorteilhafter, statt einen neuen Mann zu suchen, aus dem Kreis ehemaliger Liebhaber, die sich nun für sie wieder interessieren, den geeignetsten zu wählen. Abschließend: „Eine Frau kann sich mit einem Liebhaber vergnügen, der sie liebt und ihr ergeben ist. Dennoch kann sie auch zu einem anderen gehen. Sie kann von ihm Geld herausholen. Glücklich machen wird sie aber nur den, der sie liebt.“
- Die Kapitel fünf und sechs sind eng miteinander verknüpft, da sich die Lehrmeister – Vatsyayana einschließend – vielfältige und differenzierte Gedanken machten, wie dem Glück einer Kurtisane am besten gedient sei. Umständegemäß käme es darauf an, bei welchen Männern möglichst viel Geld zu holen sei oder ob es auch andere Gründe der Wahl geben kann; was durch ihr Interesse, auch mehrere Kunden zu haben, weiter kompliziert werden könnte. Eine klare Linie bildet sich unter den Meistern ‚naturgemäß‘ nicht heraus – auch nicht in einer Kombination der Schematisierungen. Erhellend eher eine Beschreibung der gesellschaftlichen Position von Kurtisanen im fünften Kapitel – die „oberste Kategorie“ von dreien: Sie „nehmen von ihren Liebhabern Geld, um damit den Bau von Tempeln, die Anlage von Teichen und Gärten, den Bau von Brücken und die Errichtung von Unterkünften für die Opfer von Feuerkatastrophen zu finanzieren. Sie nehmen weiter Geld ein, um den Priestern über Vermittler tausend Kühe zu schenken und Gottheiten Opfer darzubringen.“ Auch die der zweiten Kategorie „(lassen) Schmuck anfertigen […] das Haus schön einrichten, es grandios mit kostbarem Geschirr und treuer Dienerschaft ausstatten.“ Auch die dritte Kategorie hat immer „Essen und Getränke […], stets Parfüm und Betel“ und lässt vergoldeten Schmuck anfertigen.
- Im sechsten Kapitel, das sich für heutige Leser ebenfalls vergeblich der Psyche der Frauen annähern dürfte, unterscheidet Vatsyayana: „Die Kategorien unter den Prostituierten sind folgende: die Wasserträgerin, die Dienerin, die Sexgierige, die Zügellose, die Tänzerin, die Künstlerin, die offen Verdorbene, diejenige, die von der ihrer Schönheit lebt, und die Kurtisane.“[35]

### Siebtes Buch: Die Upanisad (Geheimlehre)
Das siebte Buch – Ungewöhnliche und esoterische Mittel zur Steigerung der Leidenschaft, Liebeskunst und Attraktivität – behandelt in zwei Kapiteln nach älterer Darlegung als „Geheimlehre“: Praktiken, die mit Substanzen, physischen Eingriffen oder Verhaltensmanipulationen Sexpartner beeinflussen sollen.
- Die Erhöhung der Anziehungskraft (Das Bezaubern der Frauen, Das Gewinnen, Die Stimulantien)
- Die Erweckung der Leidenschaft (Wiedererweckung der erstorbenen Leidenschaft, Die Mittel, den Penis zu vergrößern, Besondere Praktiken)

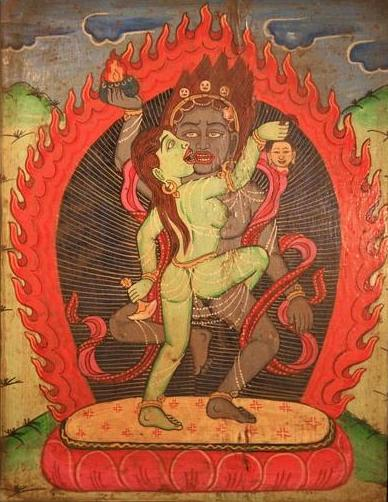
Magisch inszenierte Darstellung eines sexuellen Aktes. (19. Jhdt.)

Beide Kapitel des siebten Buches – Die Erhöhung der Anziehungskraft und Die Erweckung der Leidenschaft führen Mischungen zu Tinkturen, Salben, Pulvern, Sud und Trank an, die auf den Anrichtenden selbst oder für Partner und Partnerin zum Erzielen einer bestimmten Wirkung anzuwenden sind. Die Form der Zurichtung – etwa in einem Totenschädel – und vielerlei Zutaten: das Herz eines Mungos, Hyänenaugen oder gemahlene Kamelknochen; sowie eine Vielzahl von Pflanzen, deren Namen vor 2000 Jahren in Indien noch geläufig gewesen sein können, machen die Rezepte heute nicht mehr umsetzbar, auch nicht praktikabel. Die Absichten, die hinter den Anwendung standen, sind Potenzsteigerung, Ausdauer, Wecken von Begierde und Intensität. Nicht unbedeutend erscheinen dabei auch Absichten, dadurch jeweils Partner oder Partnerin zu beherrschen. Die Penisvergrößerung und die Erweiterung enger Scheiden sind ebenfalls Thema. Auch auf das Denkvermögen und die Lebenserwartung zielen Mittel ab. Vieles setzt Vatsyayana in den Konjunktiv oder verweist auf Lehrmeister-Meinungen. Zum Abschluss des ersten Kapitels: „Sobald einem Methoden als zerstörend erscheinen, soll man sie nicht anwenden. Ebenso soll man solche Methoden vermeiden, die mit dem Töten von Lebewesen und mit unreinen Substanzen verbunden sind.“
Nur vereinzelt erwähnt Vatsyayana auch magische Handlungen: „Wenn ein Mann am Ende des Liebesaktes seinen Samen in der linken Hand auffängt und ihn mit dem linken Fuß der Frau in Berührung bringt, wird sie in seinen Bann geraten (Anangaranga, Kap. 7, Vers 20).“ Entsprechend, „dass die Berührung zwischen dem linken Fuß [der Frau] und dem Penis eine magische Wirkung erzeugt.“
Einem Fazit zu seinem Werk gleich schließt Vatsyayana: „Ein weiser Mensch soll die Moral, das Geld, die Sexualität und seine Überzeugung in Erwägung ziehen und nicht nur aus Leidenschaft handeln. Ich habe besondere Techniken (früherer Lehrbücher) zur Steigerung der Leidenschaft […] dargelegt. Ihre Anwendung enge ich hier streng ein […] damit durch dieses Buch den Menschen eine geordnete Lebensführung möglich ist. […] Ein Kenner dieses Lehrbuchs zügelt seine Triebe und schützt den eigentlichen Stand der Moral, des Reichtums und der Sexualität, der jeweils in dieser Welt gilt [… und] wird in seinen erotischen Absichten erfolgreich sein.“

## Rezeption
Die Rezeptionsgeschichte weltweit setzt in der Neuzeit mit einer Erwähnung in einem von der University of Oxford 1864 herausgegebenen Katalog ein.

### Altes Indien
Mit Vatsyayanas Kamasutra im 3. Jahrhundert n. Chr. „hatte das Sexualwissen im alten Indien den Höhepunkt erreicht, und so wurde es für die folgenden Generationen zur unumstrittenen Autorität auf dem Gebiet der Erotik. Indische Sexualforscher schrieben ihre Werke unter seinem Einfluss und huldigten ihm ausdrücklich.“ Neben dem Kommentator und König Yaśodhara (im 13. Jahrhundert) die Gelehrten Kakkoka im 12. Jahrhundert, Bhikshu Padmashri vor dem 13. Jahrhundert, Kalyanamalla im 15. Jahrhundert. Anklänge sieht Gunturu noch heute im „typischen Film […] des indischen Kinos“.
In Indien stellte Theodor Aufrechts Oxforder „Catalogus catalogorum 11 Handschriften des Kāmasūtra, davon 3 in Bibliotheken fest. Weitere 3 besaß die Staatsbibliothek Madras. Die älteste Handschrift stammt aus dem 17. Jahrhundert.“
1891 erscheint die erste gedruckte Ausgabe des Sanskrit-Textes in Bombay bei Nirnayasagara Press, herausgegeben von Pandit Durgaprasad.

### Europa
Den europäischen Gelehrten wurde die Existenz des Kāmasūtra durch Theodor Aufrecht (1822–1907) bekannt, der es im Katalog der Bodleian Library (Oxford) nennt: Catalogi codicum manuscriptorum bibliothecae Bodleianae pars octava, codices Sanscriticas complectens, Oxon., 1864.
Ende der 1870er Jahre übersetzte ein indischer Gelehrter im Auftrag von Sir Richard Burton das Kamasutra in eine indische Volkssprache, die auch Burton beherrschte. Es folgte eine rege Beteiligung von weiteren europäischen Gelehrten an einer englischen Übersetzung, doch ließen sich die meisten verleugnen und es kam auch zu vielen Streitfragen. Schließlich veröffentlichte Burton seine Version 1883. 1885 folgte eine französische Übersetzung. 1897 die deutsche Übersetzung durch Richard Schmidt (1866–1939), die heftig umstritten blieb.:
Nationalsozialismus: „Bei der deutschen Bücherverbrennung wird die 1929 von Magnus Hirschfeld u. a. herausgegebene Übersetzung verbrannt, nicht wegen des Inhalts, sondern  weil es ein „artfremdes Werk, herausgegeben von einem Juden“, nämlich Magnus Hirschfeld, ist. […] Diese Ausgabe wurde 1959 unverändert in Lindau am Bodensee (Bayern) neu aufgelegt und von der Kriminalpolizei im Auftrag der Staatsanwaltschaft in Kempten sofort beschlagnahmt. In die Begründung waren zum Teil die Argumente der nationalsozialistischen Bücherverbrenner übernommen worden.“ Der angeklagte Verleger konnte 1964 das Werk mit Hilfe der Sachverständigen frei bekommen, doch musste er im „strafrechtlichen Vergleich“ auf eine beabsichtigte Veröffentlichung „des ursprünglich als 2. Band gedachten ebenfalls klassischen indische Werks „Ananga Ranga“ verzichten, über das sich die Sachverständigen nicht einstimmig geeinigt hatten.“

„Seit den 1970er Jahren erscheinen zahlreiche Übersetzungen, Pseudoübersetzungen, Parodien und sonstige Bearbeitungen des Kāmasūtra, häufig üppig illustriert.“

Trivia (Auswahl)
- Tomi Ungerer: Das Kamasutra für Frösche, 1982
- Paul-Albert Wagemann: Kamasutra für Autofahrer
- André Sedlaczek: Was uns das Kamasutra bislang vorenthalten hat
- Vinod Verma: Kamasutra für Frauen. Körperbewusstsein, Sinnlichkeit und Erfüllung. Der weibliche Weg
- Nuri Vittachi: Das Kamasutra für Manager. Führen, leisten und ethisch handeln. Barth, Frankfurt am Main 2008, ISBN 978-3-502-61191-2.
- Volker Zotz: Kamasutra im Management. Inspiration und Weisheiten aus Indien. Campus, Frankfurt am Main 2008, ISBN 978-3-593-38515-0.